# Vernet-les-Bains
Pour les articles homonymes, voir Vernet-les-bains (album) et Le Vernet.
Vernet-les-Bains [vɛʁnɛ le bɛ̃]  (seulement Vernet en catalan) est une commune française, située dans le centre du département des Pyrénées-Orientales en région Occitanie. Sur le plan historique et culturel, la commune est dans le pays de Conflent, correspondant à l'ensemble des vallées pyrénéennes qui confluent avec le lit creusé par la Têt entre Mont-Louis et Rodès.
Exposée à un climat océanique altéré, la ville est drainée par la Cady, le Riu de Saint-Vincent et par un autre cours d'eau. Incluse dans le parc naturel régional des Pyrénées catalanes, la commune possède un patrimoine naturel remarquable : deux sites Natura 2000 (le « massif du Canigou » et le « Canigou-Conques de La Preste ») et cinq zones naturelles d'intérêt écologique, faunistique et floristique.
Vernet-les-Bains est une commune rurale qui comptait 1 441 habitants en 2022. Elle fait partie de l'aire d'attraction de Prades. Ses habitants sont appelés les Vernetois ou  Vernetoises.

## Géographie

### Localisation
La commune de Vernet-les-Bains se trouve dans le département des Pyrénées-Orientales, en région Occitanie.
Elle se situe à 45 km à vol d'oiseau de Perpignan, préfecture du département, à 8 km de Prades, sous-préfecture, et à 25 km d'Amélie-les-Bains-Palalda, bureau centralisateur du canton du Canigou dont dépend la commune depuis 2015 pour les élections départementales.
La commune fait en outre partie du bassin de vie de Prades.
Les communes les plus proches sont : 
Corneilla-de-Conflent (2,0 km), Casteil (2,1 km), Fillols (2,2 km), Fuilla (2,5 km), Sahorre (2,8 km), Villefranche-de-Conflent (4,6 km), Taurinya (4,7 km), Serdinya (5,8 km).
Sur le plan historique et culturel, Vernet-les-Bains fait partie de la région de Conflent, héritière de l'ancien comté de Conflent et de la viguerie de Conflent. Ce pays correspond à l'ensemble des vallées pyrénéennes qui « confluent » avec le lit creusé par la Têt entre Mont-Louis, porte de la Cerdagne, et Rodès, aux abords de la plaine du Roussillon.

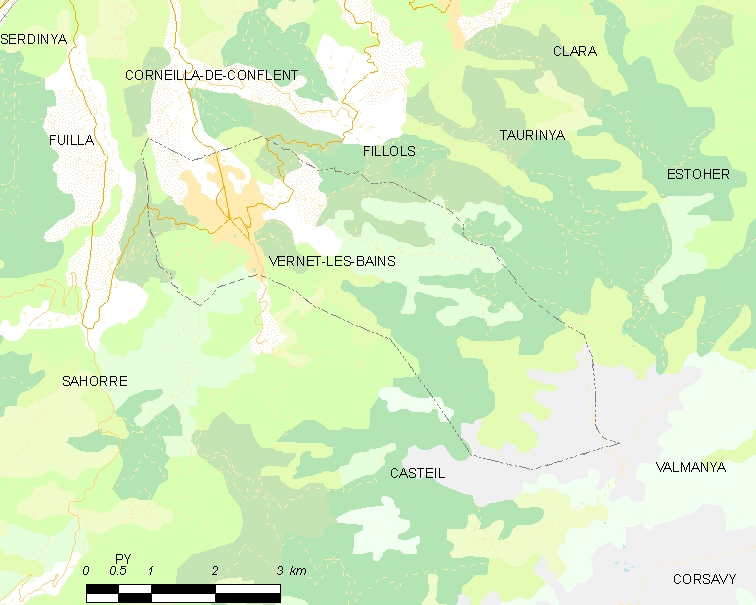
Situation de la commune.

| Corneilla-de-Conflent | Fillols          |                               |
| Fuilla                | Vernet-les-Bains | Taurinya                      |
| Sahorre               | Casteil          | Valmanya (par un quadripoint) |

### Géologie et relief
Le territoire de la commune est situé sur le versant nord du massif du Canigou.
La commune est classée en zone de sismicité modérée.
La commune est située dans la zone axiale de la chaîne de montagnes des Pyrénées, dans son secteur oriental. Cette zone de montagnes s'est formée lors de l'orogenèse pyrénéenne, c'est-à-dire une période de compression tectonique où la plaque tectonique ibérique, au sud, est entrée en collision avec la plaque européenne, au nord, il y a environ 80 à 30 millions d'années. Toutefois, les formations de la commune sont principalement d'âge paléozoïque ou édiacarien (précambrien), c'est-à-dire âgées de 300 à 600 millions d'années environ. La limite nord-ouest de la commune se trouve dans le bassin du Conflent, un bassin tectonique d'âge néogène.

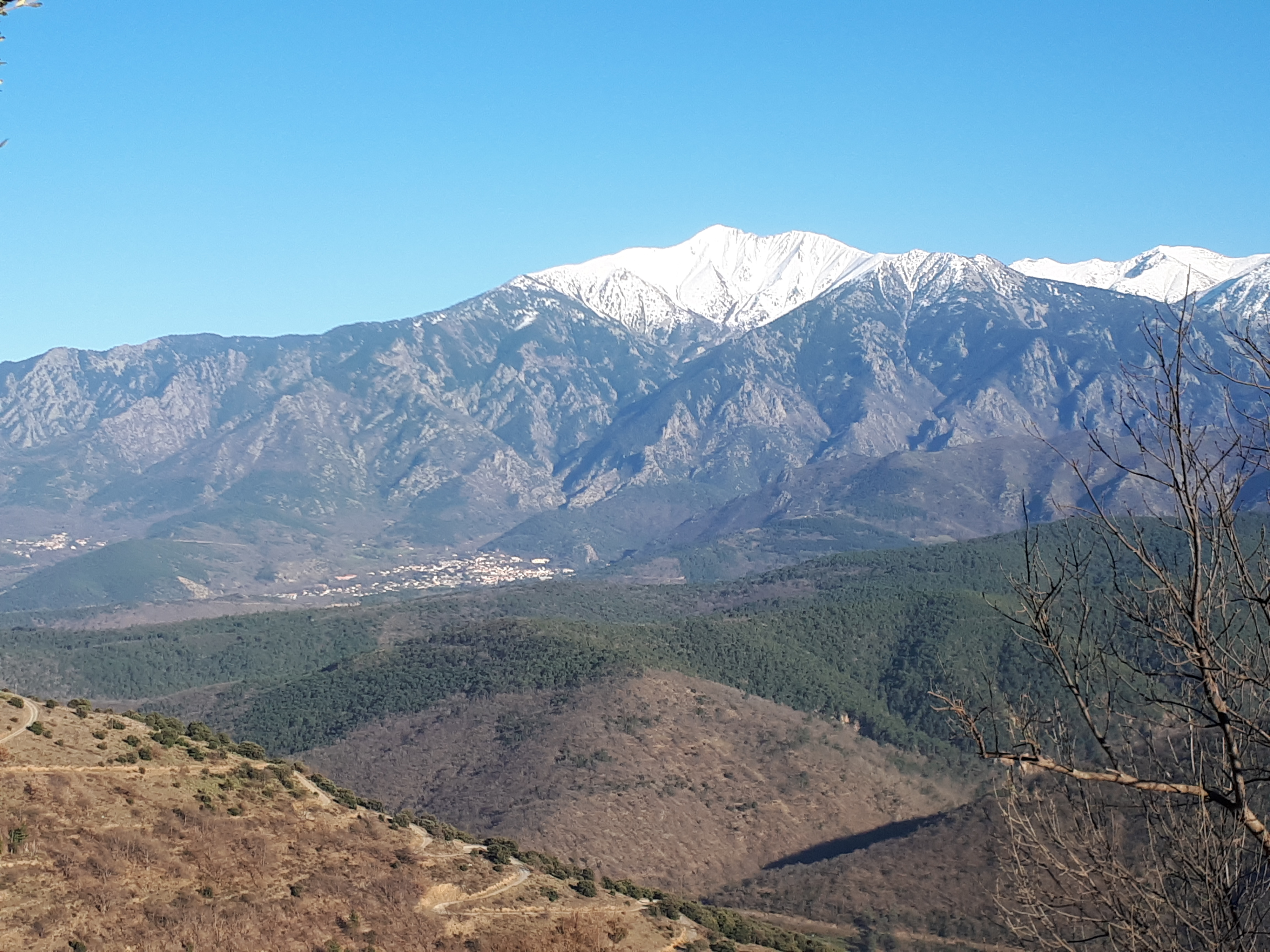
Vernet-les-Bains au pied du versant nord du massif du Canigou.
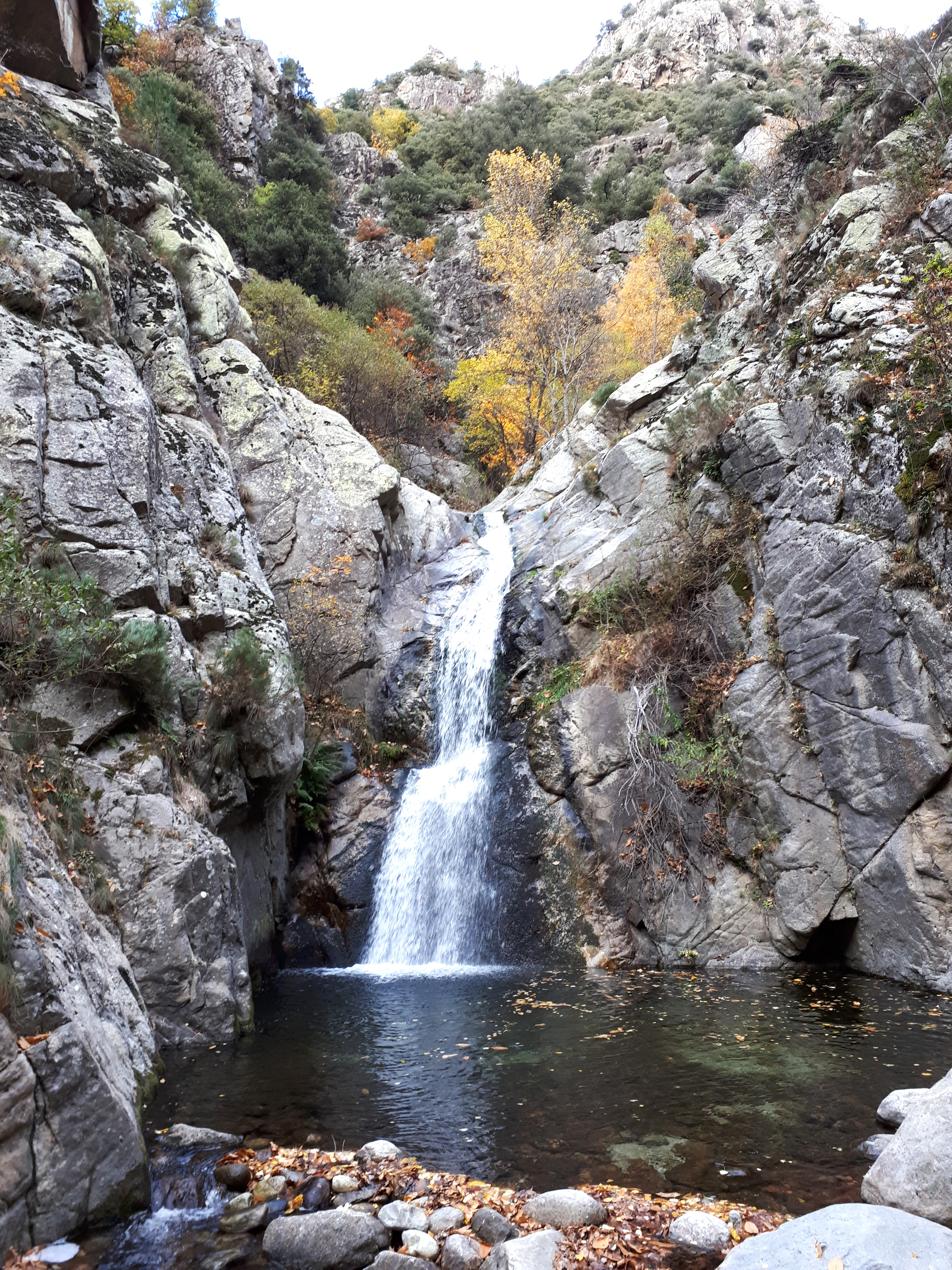
Cascade du Saint-Vincent (trois kilomètres au sud-est du village), dans les Gorges du Saint-Vincent[10]. La rivière a creusé une gorge profonde dans le granit hercynien de ce secteur du massif du Canigou.
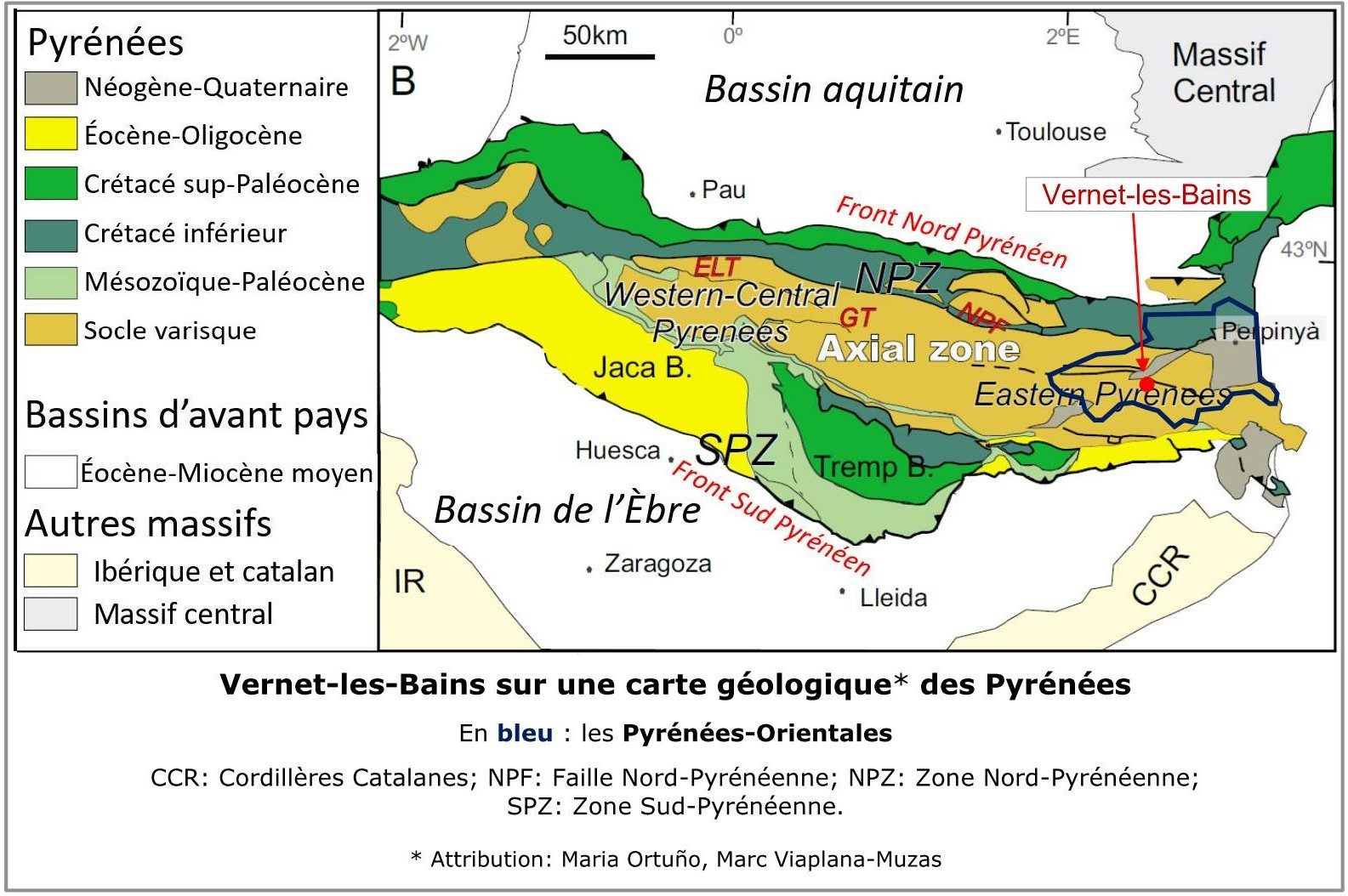
Vernet-les-Bains sur une carte géologique des Pyrénées.

La faille de la Têt (alpin) traverse du nord-est au sud-ouest le secteur nord-ouest de la commune. Au-delà de la faille, et couvrant la majeure partie de la commune, la montagne s'élève à une altitude de 2785 mètres au Pic du Canigou. Cette partie de la commune repose essentiellement sur des granites et des gneiss paléozoïques,.
Au nord-ouest de la faille se trouve, tout d'abord, une zone, d'à peine un kilomètre de large, de formations édiacariennes, pour la plupart sédimentaires (mais métamorphisées), dont quelques formations ferrugineuses. Le minerai de fer y est exploité depuis plusieurs siècles, y compris au sein même du village.
Enfin, dans l'angle le plus au nord-ouest de la commune, se trouve une zone de dépôts post-Paléogène (c'est-à-dire moins de 25 millions d'années), notamment des dépôts de terrasses fluviales quaternaires avec une forte proportion de gros blocs, dans les vallées des rivières Cady et St-Vincent.

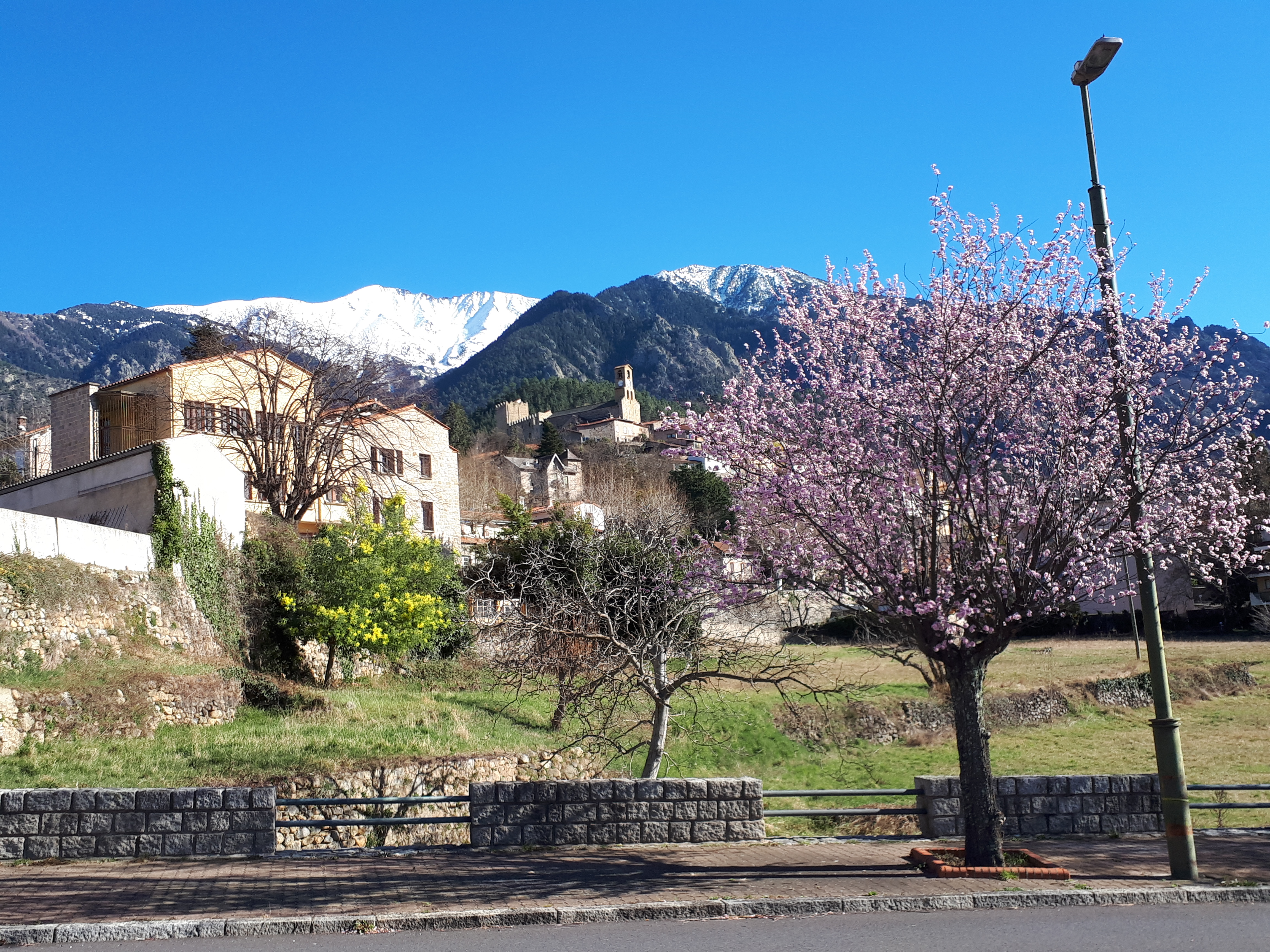
Vernet-les-Bains et les Pics du Canigou (à gauche) (2785m) et Quazemi (à droite). La faille de la Têt passe de gauche à droite derrière le village. Ce point de vue se situe à une altitude de 620m, à proximité de la rivière Cady. L'église se trouve au centre du village médiéval, qui repose lui-même sur des formations édiacariennes contenant du minerai de fer.
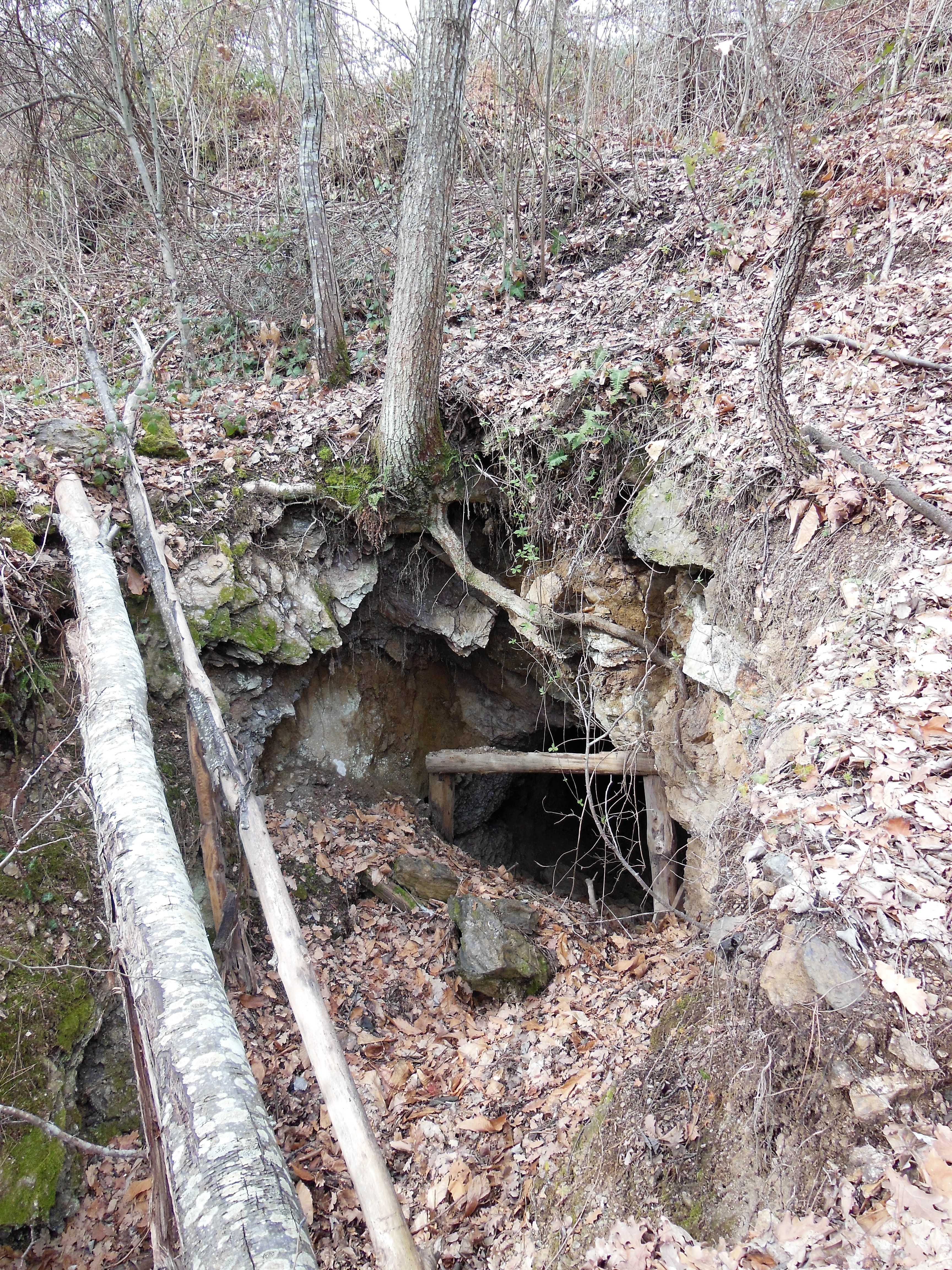
Ancienne mine, 800 mètres au sud-ouest du village. Les gîtes de fer de Vernet (et des gîtes de fluor associés) sont souvent trouvés dans des marbres des formations de l'Édiacarien (plus de 550 Ma). Toutefois, il semble probable que les minéralisations elles-mêmes sont hercyniennes (il y a environ 300 Ma)[15].
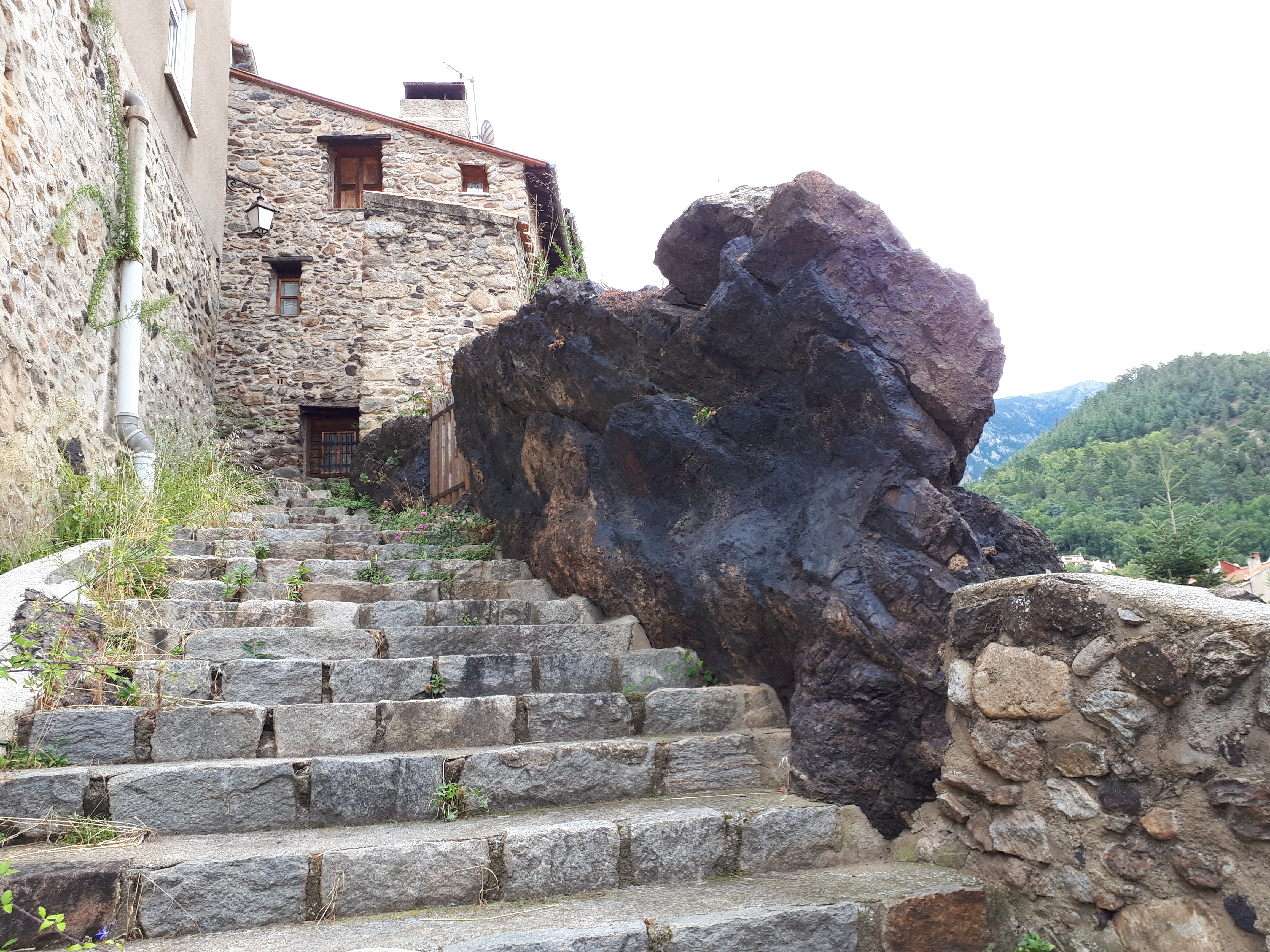
Front de taille de minerai de fer dans le vieux village[16].

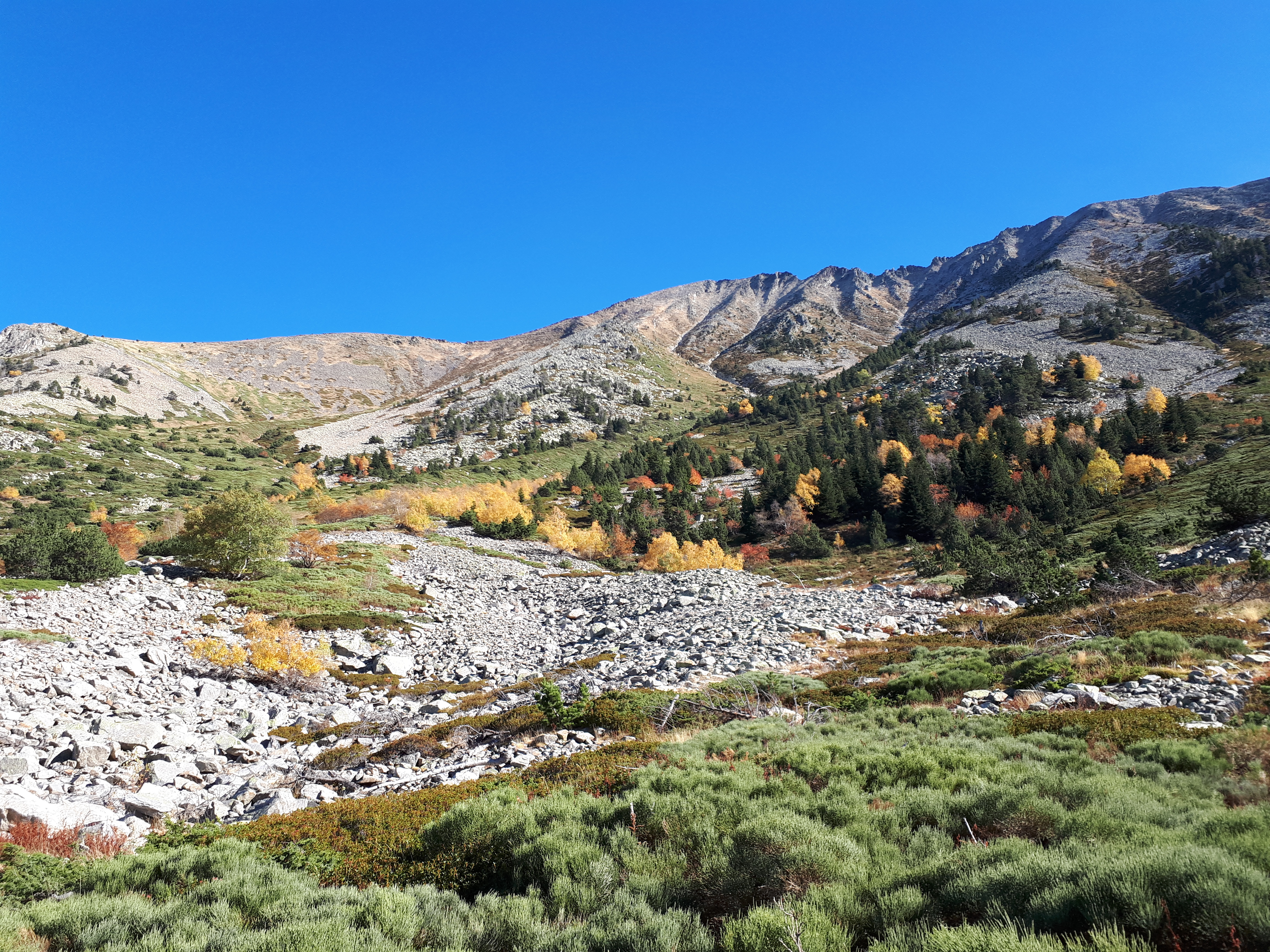
"Les Conques", en direction du Pic du Canigou.

Le secteur le plus au sud-est de la commune, qui correspond à la partie la plus haute du bassin versant de la rivière Saint-Vincent, est appelé "Les Conques". Il s'agit d'un vaste amphithéâtre montagneux, qui s'élève d'une altitude d'environ 1800 mètres jusqu'au sommet du massif du Canigou à 2785 mètres. Cette zone est délimitée à l'est par la crête allant du Pic Joffre au Pic du Canigou, et au sud par la crête de Quazemi.
Les Conques sont principalement recouvertes d'éboulis, de champs de blocs et de tills glaciaires. Ces matériaux proviennent des formations géologiques sous-jacentes - métasédiments édiacariens, gneiss de Quazemi (Ordovicien) et leucogranite (Hercynien), et leur prédominance dans ce secteur témoigne des conditions glaciaires et périglaciaires qui ont prévalu à cette altitude pendant au moins les deux derniers millions d'années (période quaternaire). On pense que l'ensemble de l'amphithéâtre a été recouvert par un glacier pendant la période glaciaire la plus récente (Würm), c'est-à-dire au cours des 100 000 dernières années. Il s'agit d'une zone où le risque d'avalanches est loin d'être négligeable.

### Hydrographie
Le territoire de la commune est traversé par les rivières du Cady et du Saint-Vincent.

### Climat
Pour des articles plus généraux, voir Climat de l'Occitanie et Climat des Pyrénées-Orientales.
En 2010, le climat de la commune est de type climat méditerranéen altéré, selon une étude du CNRS s'appuyant sur une série de données couvrant la période 1971-2000. En 2020, Météo-France publie une typologie des climats de la France métropolitaine dans laquelle la commune est exposée à un climat de montagne ou de marges de montagne et est dans la région climatique Pyrénées orientales, caractérisée par une faible pluviométrie, un très bon ensoleillement (2 600 h/an), un air sec, particulièrement en hiver et peu de brouillards.
Pour la période 1971-2000, la température annuelle moyenne est de 11,8 °C, avec une amplitude thermique annuelle de 14,4 °C. Le cumul annuel moyen de précipitations est de 841 mm, avec 5,6 jours de précipitations en janvier et 5,4 jours en juillet. Pour la période 1991-2020, la température moyenne annuelle observée sur la station météorologique la plus proche, située sur la commune d'Eus à 12 km à vol d'oiseau, est de 13,6 °C et le cumul annuel moyen de précipitations est de 539,8 mm,. Pour l'avenir, les paramètres climatiques de la commune estimés pour 2050 selon différents scénarios d’émission de gaz à effet de serre sont consultables sur un site dédié publié par Météo-France en novembre 2022.

### Milieux naturels et biodiversité

#### Espaces protégés
La protection réglementaire est le mode d’intervention le plus fort pour préserver des espaces naturels remarquables et leur biodiversité associée,.
Un espace protégé est présent sur la commune: 
le parc naturel régional des Pyrénées catalanes, créé en 2004 et d'une superficie de 139 062 ha, qui s'étend sur 66 communes du département. Ce territoire s'étage des fonds maraîchers et fruitiers des vallées de basse altitude aux plus hauts sommets des Pyrénées-Orientales en passant par les grands massifs de garrigue et de forêt méditerranéenne,.

#### Réseau Natura 2000

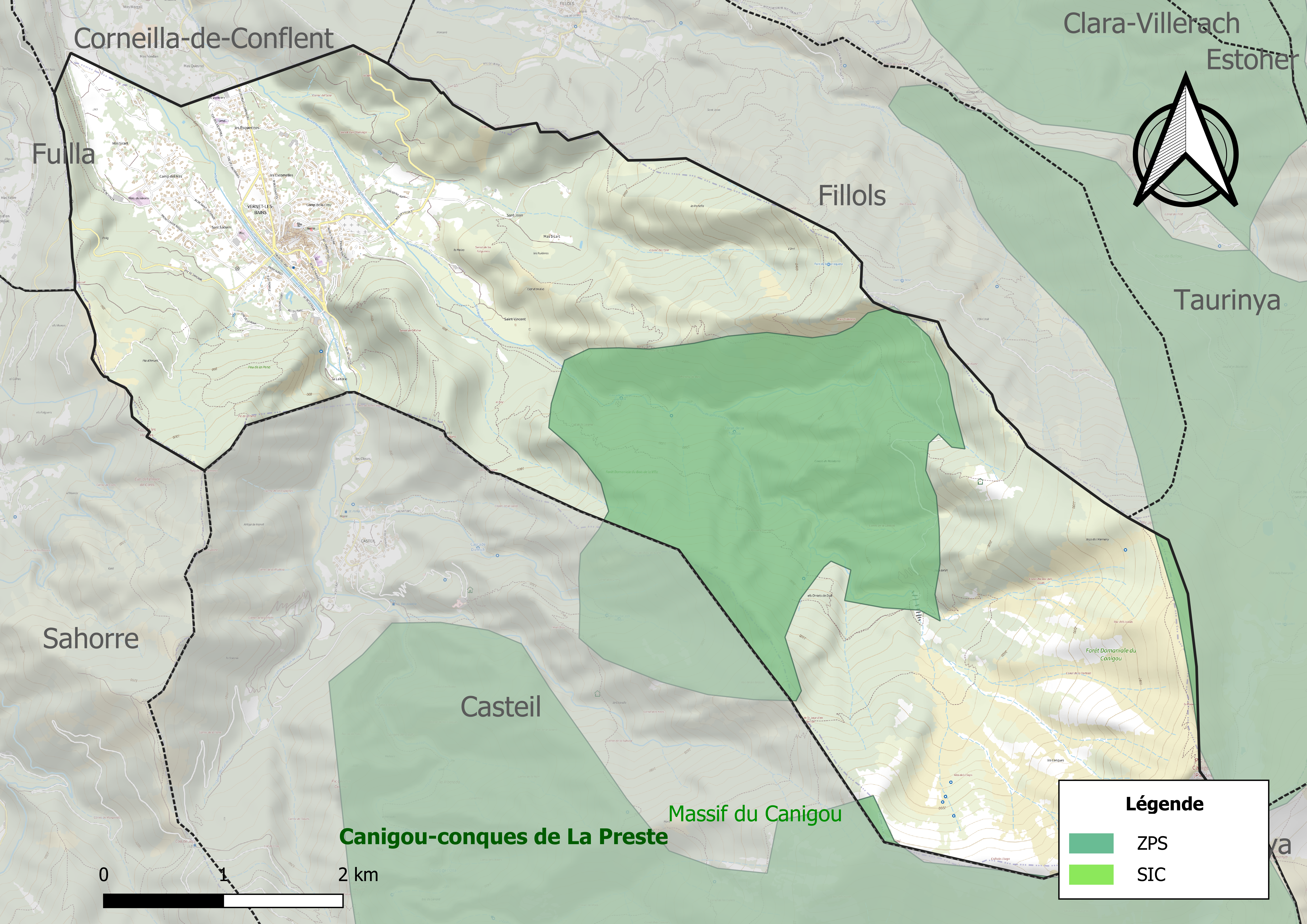
Site Natura 2000 sur le territoire communal.

Le réseau Natura 2000 est un réseau écologique européen de sites naturels d'intérêt écologique élaboré à partir des directives habitats et oiseaux, constitué de zones spéciales de conservation (ZSC) et de zones de protection spéciale (ZPS).
Un site Natura 2000 a été défini sur la commune au titre de la directive habitats.
- le « massif du Canigou », d'une superficie de 11 746 ha, culmine à 2 784 mètres à l'extrémité orientale de la chaîne des Pyrénées. Il recèle de nombreuses espèces endémiques pyrénéennes dont certaines atteignent leur limite orientale et présente une gamme variée d'habitats naturels d'intérêt communautaire liés à l'étagement de la végétation[31] et  au titre de la directive oiseaux[30]
- le « canigou-conques de La Preste », d'une superficie de 20 224 ha, abrite une avifaune de montagne riche et diversifiée, tant au niveau des rapaces que des passereaux et des galliformes. Elle est également fréquentée régulièrement par deux couples de gypaètes barbus et, en été, par un nombre important de vautours fauves en provenance du territoire espagnol[32].

#### Zones naturelles d'intérêt écologique, faunistique et floristique
L’inventaire des zones naturelles d'intérêt écologique, faunistique et floristique (ZNIEFF) a pour objectif de réaliser une couverture des zones les plus intéressantes sur le plan écologique, essentiellement dans la perspective d’améliorer la connaissance du patrimoine naturel national et de fournir aux différents décideurs un outil d’aide à la prise en compte de l’environnement dans l’aménagement du territoire.
Trois ZNIEFF de type 1 sont recensées sur la commune :
- les « Conques du Canigou » (281 ha)[34] ;
- le « Flanc nord du massif du Canigou » (3 540 ha), couvrant 5 communes du département[35],
- la « Haute vallée du Cady » (1 021 ha), couvrant 2 communes du département[36] ;

et deux ZNIEFF de type 2, : 
- le « massif du Canigou » (19 263 ha), couvrant 15 communes du département[37] ;
- la « vallée du Conflent » (5 742 ha), couvrant 12 communes du département[38].

Carte des ZNIEFF de type 1 et 2 à Vernet-les-Bains.
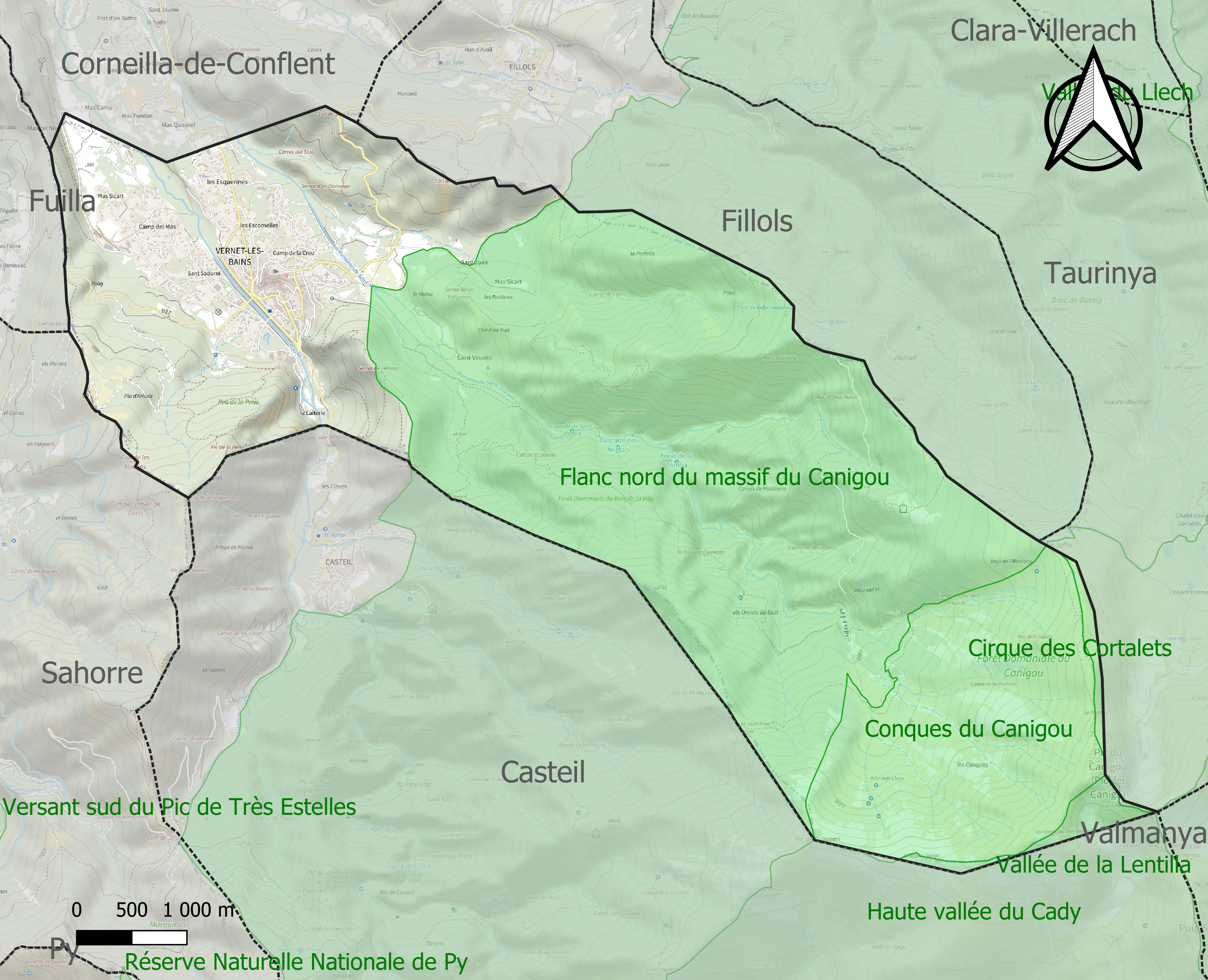
Carte des ZNIEFF de type 1 sur la commune.
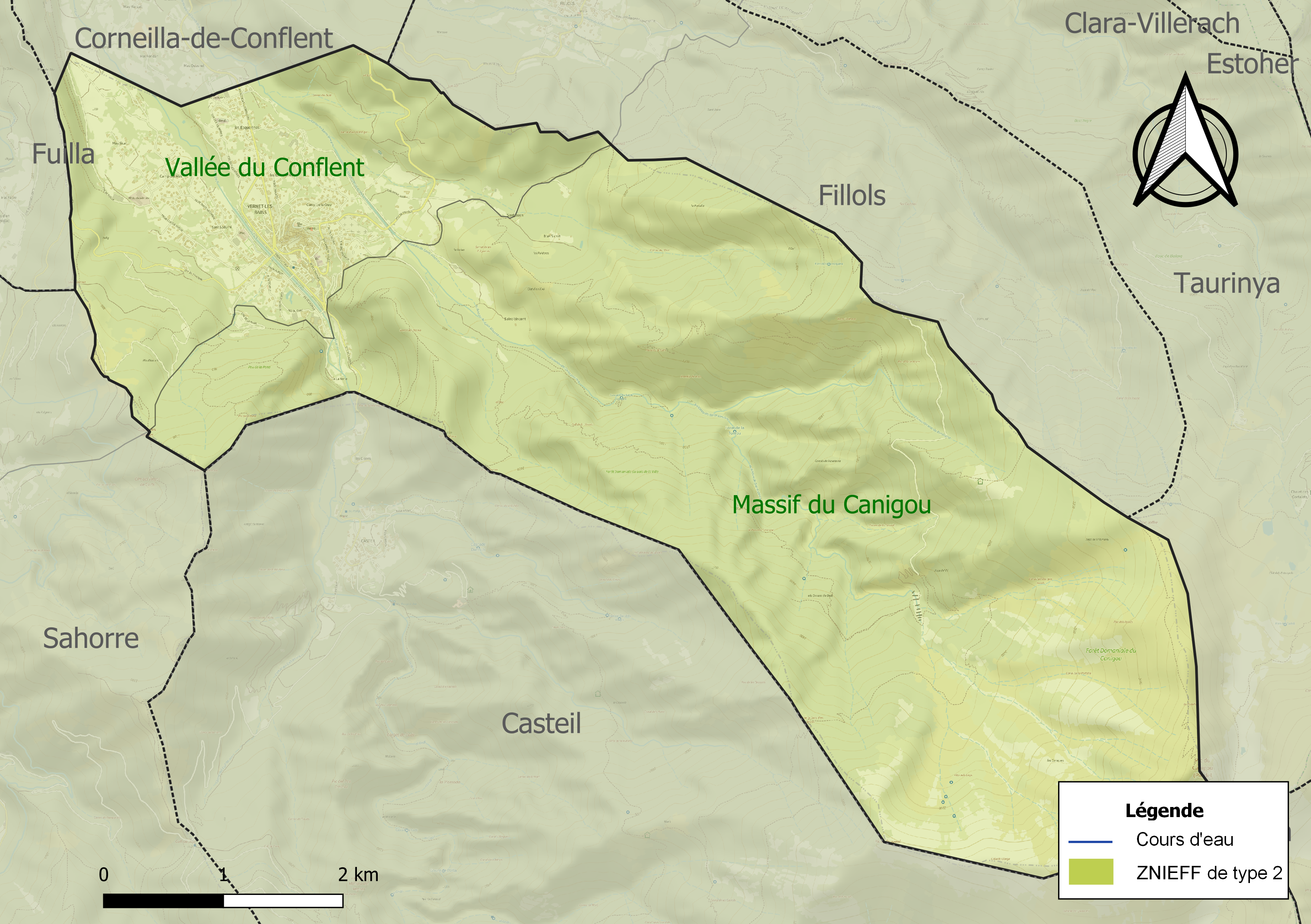
Carte des ZNIEFF de type 2 sur la commune.

## Urbanisme

### Typologie
Au 1er janvier 2024, Vernet-les-Bains est catégorisée bourg rural, selon la nouvelle grille communale de densité à sept niveaux définie par l'Insee en 2022.
Elle est située hors unité urbaine. Par ailleurs la commune fait partie de l'aire d'attraction de Prades, dont elle est une commune de la couronne,. Cette aire, qui regroupe 26 communes, est catégorisée dans les aires de moins de 50 000 habitants,.

### Occupation des sols
L'occupation des sols de la commune, telle qu'elle ressort de la base de données européenne d’occupation biophysique des sols Corine Land Cover (CLC), est marquée par l'importance des forêts et milieux semi-naturels (82,9 % en 2018), une proportion identique à celle de 1990 (82,9 %). La répartition détaillée en 2018 est la suivante : 
forêts (40,7 %), milieux à végétation arbustive et/ou herbacée (32,1 %), espaces ouverts, sans ou avec peu de végétation (10,2 %), zones urbanisées (8,2 %), zones agricoles hétérogènes (7,4 %), prairies (1,5 %). L'évolution de l’occupation des sols de la commune et de ses infrastructures peut être observée sur les différentes représentations cartographiques du territoire : la carte de Cassini (XVIIIe siècle), la carte d'état-major (1820-1866) et les cartes ou photos aériennes de l'IGN pour la période actuelle (1950 à aujourd'hui).

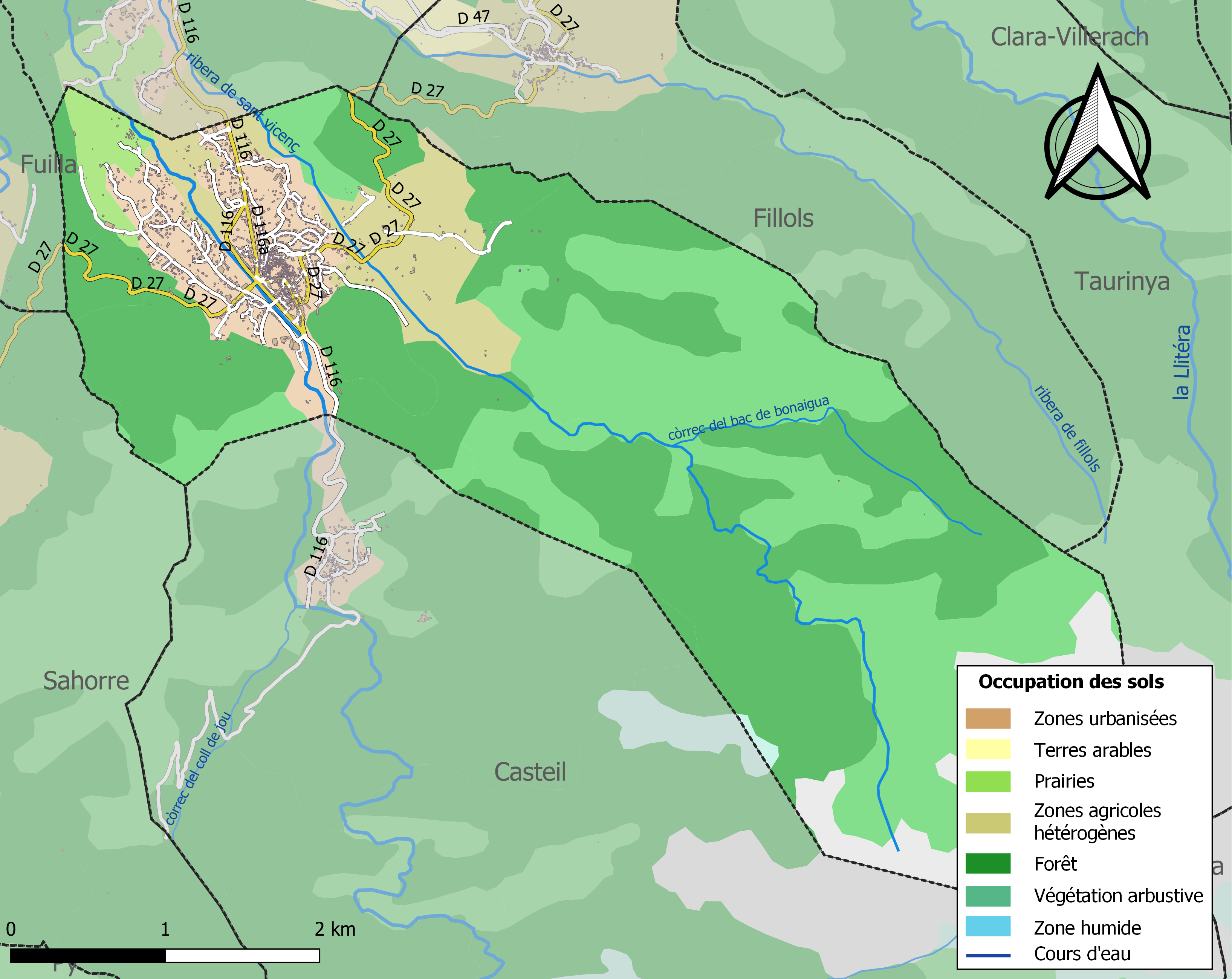
Carte des infrastructures et de l'occupation des sols de la commune en 2018 (CLC).

### Voies de communication et transports
La ligne d’autobus 521 du réseau régional liO relie la commune à la gare de Perpignan.

### Risques majeurs
Le territoire de la commune de Vernet-les-Bains est vulnérable à différents aléas naturels : inondations, climatiques (grand froid ou canicule), feux de forêts, mouvements de terrains, avalanche  et séisme (sismicité modérée). Il est également exposé à deux risques particuliers, les risques radon et minier,.

#### Risques naturels

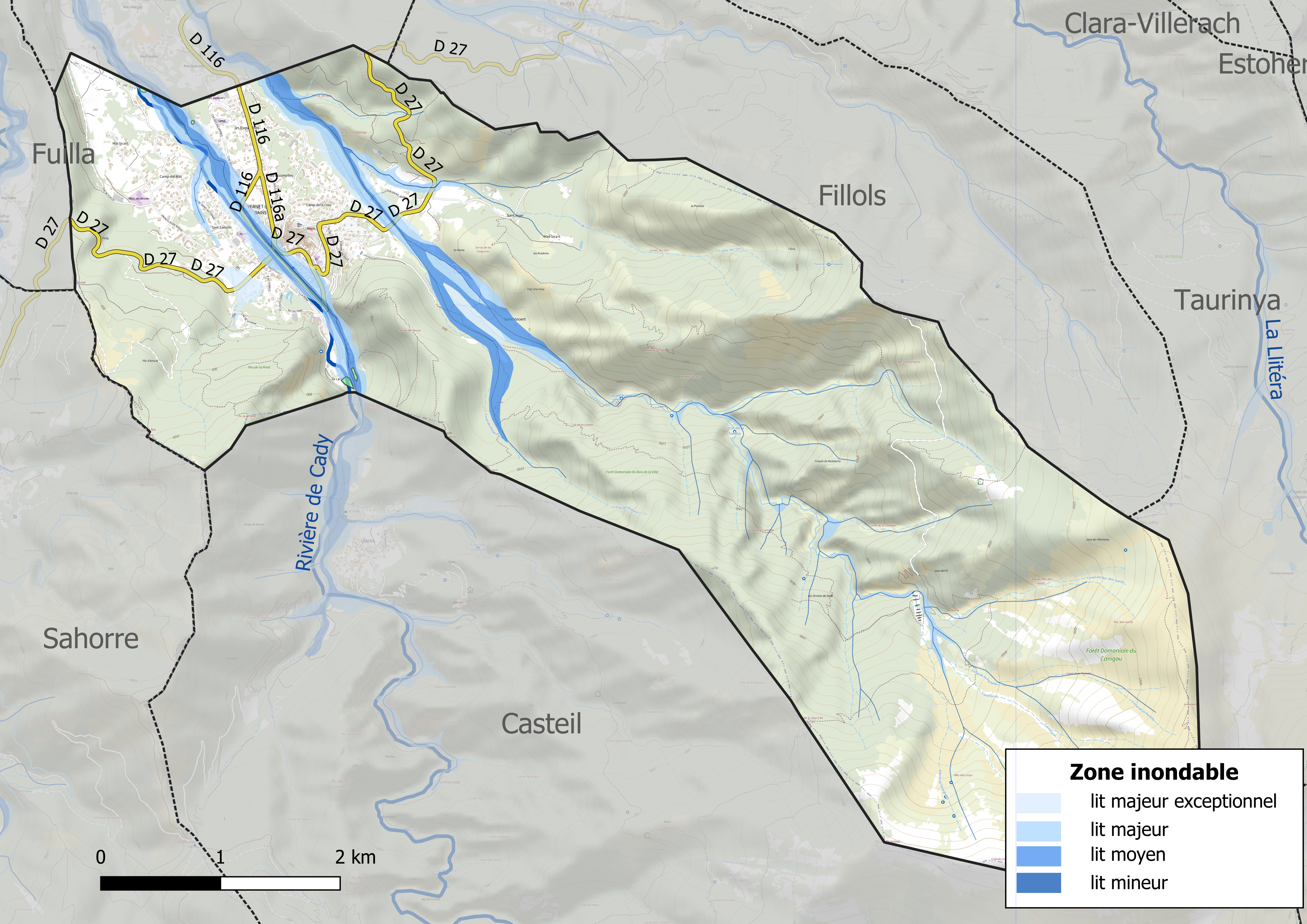
Zones inondables de la commune de Vernet-les-Bains.

Certaines parties du territoire communal sont susceptibles d’être affectées par le risque d’inondation par crue torrentielle de cours d'eau du bassin de la Têt.
Les mouvements de terrains susceptibles de se produire sur la commune sont soit des glissements de terrains, soit des chutes de blocs.
Ces risques naturels sont pris en compte dans l'aménagement du territoire de la commune par le biais d'un plan de prévention des risques inondations et mouvements de terrains.

#### Risque particulier
La commune est concernée par le risque minier, principalement lié à l’évolution des cavités souterraines laissées à l’abandon et sans entretien après l’exploitation des mines.
Dans plusieurs parties du territoire national, le radon, accumulé dans certains logements ou autres locaux, peut constituer une source significative d’exposition de la population aux rayonnements ionisants. Toutes les communes du département sont concernées par le risque radon à un niveau plus ou moins élevé. Selon la classification de 2018, la commune de Vernet-les-Bains est classée en zone 3, à savoir zone à potentiel radon significatif.

## Toponymie
En catalan, le nom de la commune est Vernet. Aulne se traduit par vern en catalan, et, avec un sens collectif, verneda : forêt ou bosquet d'aulnes ; d'où Vernet.
Vernet devient Vernet-les-Bains par décret du 7 mars 1953.

## Histoire

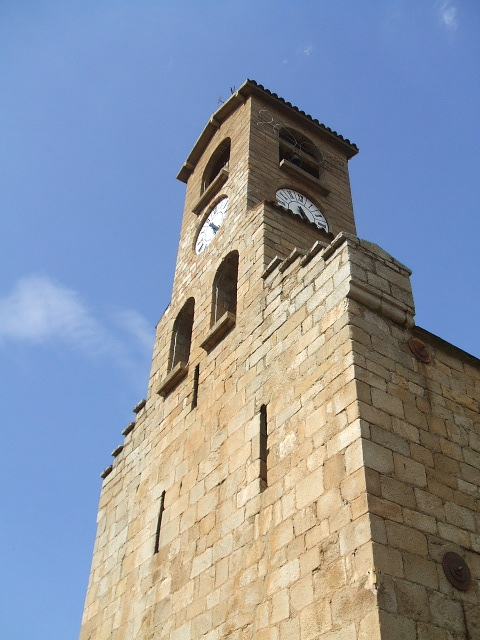
Clocher de l'église Saint-Saturnin

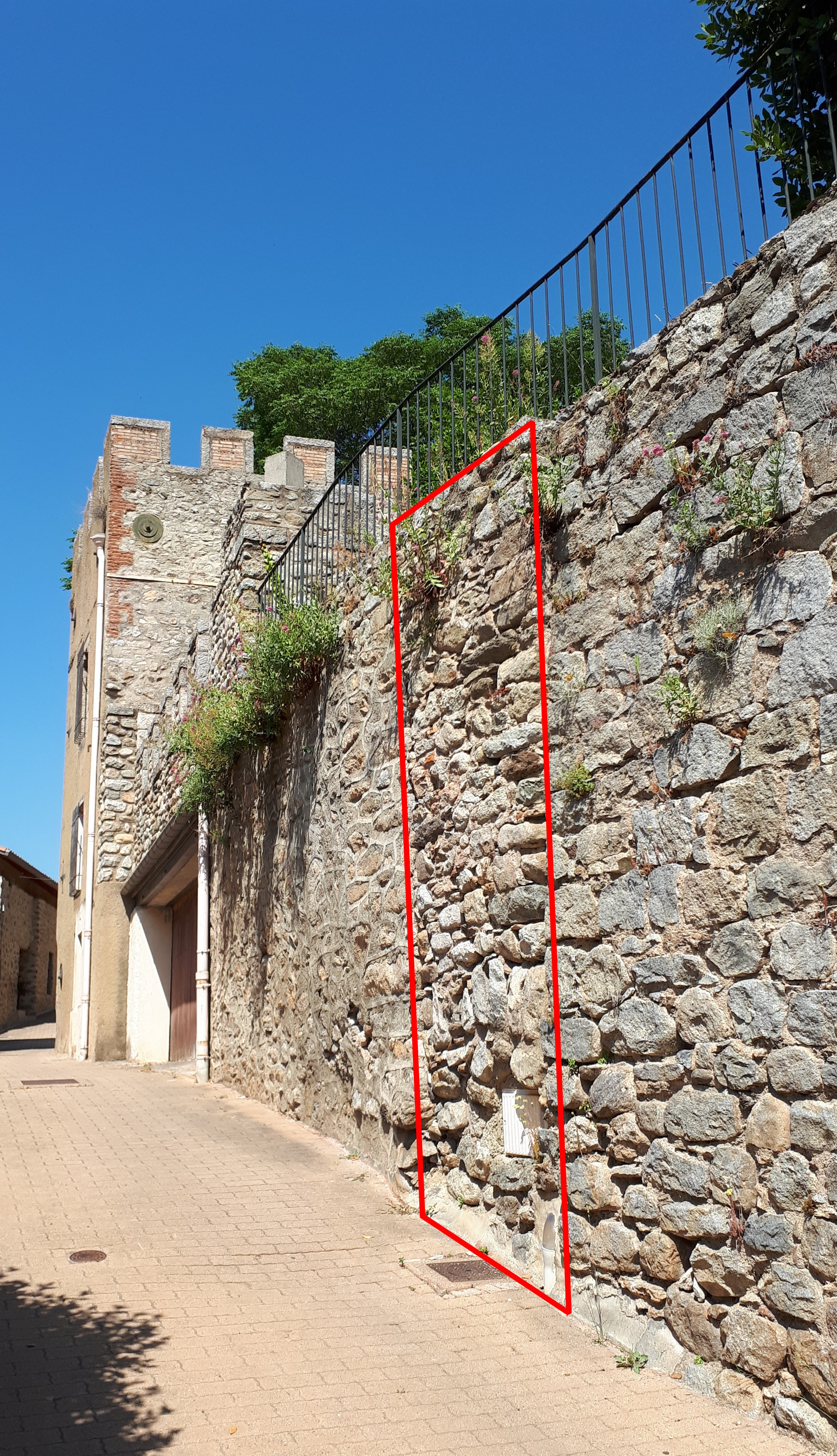
Vestige d'une muraille médiévale, rue Notre-Dame del Puig, Vernet-les-Bains.

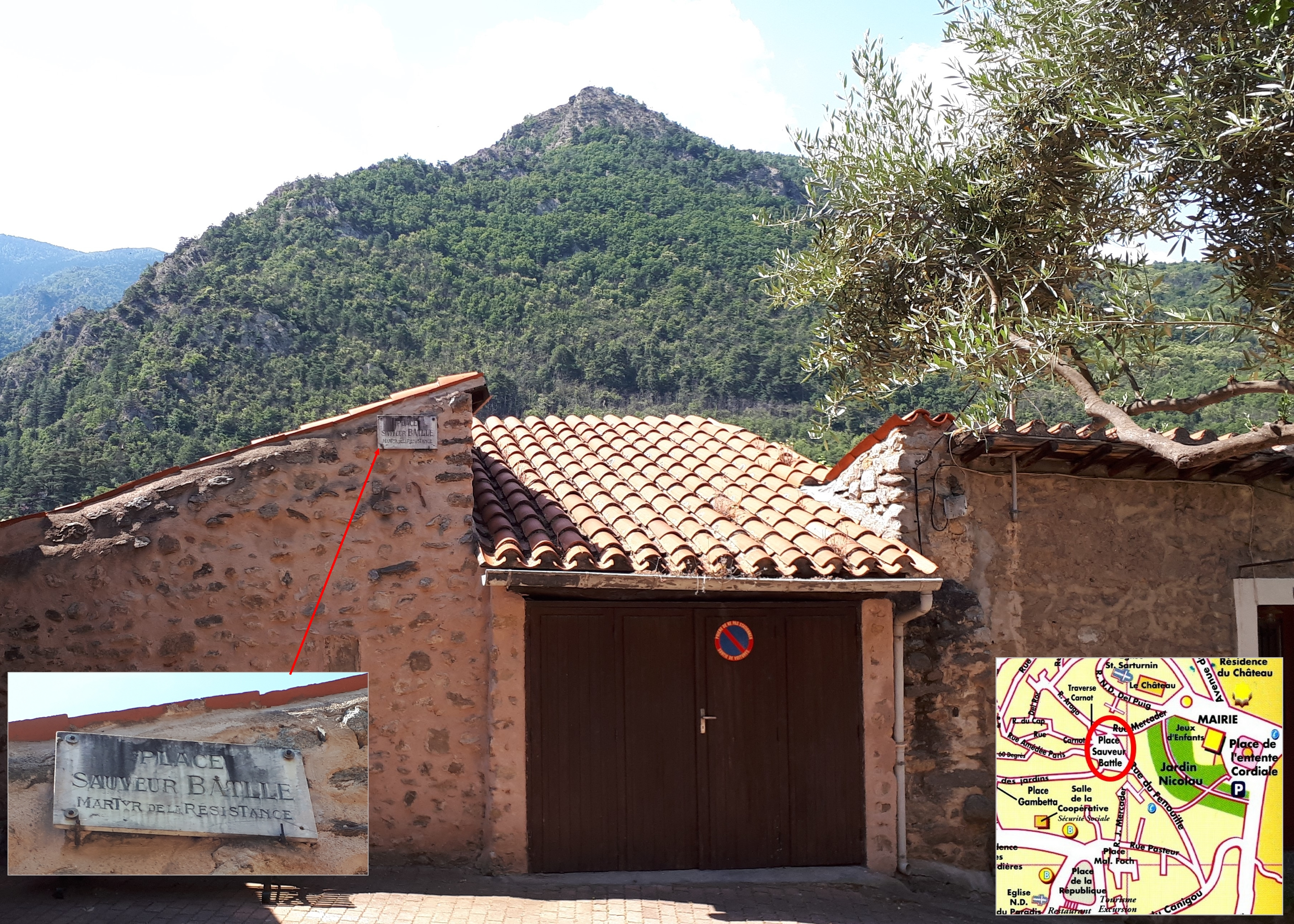
La petite place Sauveur Batlle ("Martyr de la Résistance"), Vernet-les-Bains
,
. Au fond : le pic de la Pena.

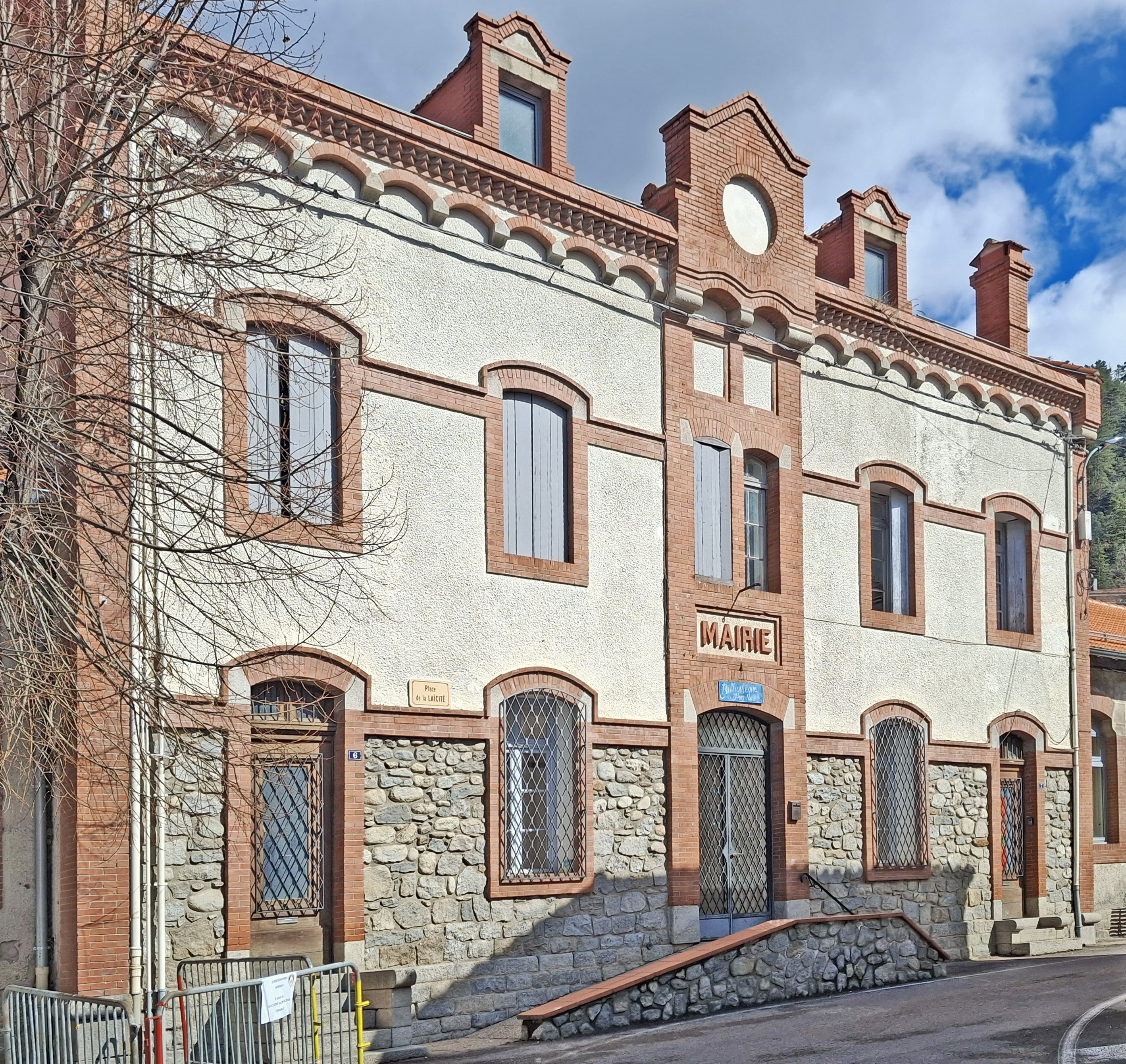
Ancienne mairie

Une église Saint-Saturnin apparaît pour la première fois dans les textes en 874, s'élevant sur la rive gauche du Cady (autour de l'actuel quartier Saint-Saturnin) et c'est probablement autour de cette église que se forme le premier village. Le château seigneurial, aujourd'hui disparu, est alors situé à Casteil (en catalan Castell de Vernet, le « château de Vernet ») et appartient en mains propres aux comtes de Conflent et de Cerdagne qui résidaient, non loin de là, en leur palais de Corneilla. Ces derniers fondent, entre 997 et l'an 1000, l'abbaye Saint-Martin du Canigou, qu'ils dotent de la seigneurie de Vernet en 1007. L'abbé de Saint-Martin sera encore le seigneur de Vernet à la veille de la Révolution française.
Le château qui domine actuellement le village fut construit au XIXe siècle par les familles de Lacvivier et Delacroix autour des vestiges d'une tour, probablement érigée au XIIe siècle par l'abbaye pour protéger la population et stocker les récoltes et partiellement détruite en 1654 par les troupes françaises. En 1710, après une terrible inondation qui détruisit l'antique église Saint-Saturnin et une grande partie de l'ancien village, l'abbaye offre aux habitants les terres situées autour de l'ancien château et de sa chapelle Sainte-Marie del Puig, qui devient alors le siège de la paroisse.
Au XIXe siècle, Vernet devient une station thermale réputée en raison de ses sources. En 1834, Monsieur Morat, propriétaire des Bains, revend ces derniers à Messieurs de Lacvivier et Courderc, appelés les Commandants, qui vont construire le bel établissement plus tard appelé l'Hôtel Ibrahim Pacha, en l'honneur du séjour aux Bains de Vernet que le professeur Lallemand prescrit à son patient, le prince Ibrahim Pacha, fils du wali d'Égypte, en 1846 - le prince y défraiera la chronique sociale et mondaine et dotera Vernet d'une notoriété inédite. L’établissement passe de mains en mains jusqu’à l’arrivée du comte Henry de Burnay, riche banquier portugais d’origine belge, unique propriétaire en 1888 avec les 18 hectares, qui termine les travaux. Il équipe les Thermes de piscines, de cabines de baignoires, de salles de massages sec et sous l’eau, de salle d’humage et de pulvérisation, de bains de vapeur et de bains de siège, etc. En 1899, il fait construire le Grand Hôtel du Portugal, l’hôtel du Parc et bien d’autres édifices encore. Le 6 mai 1906, l’hebdomadaire anglais The World désigne Vernet comme étant le « Paradis des Pyrénées ». L'aiguat de 1940 (record d'Europe de précipitations en 24 heures) anéantit la plupart des installations thermales.
Pendant la période 1940-44, Vernet-les-Bains a été un point de transit pour de nombreuses personnes cherchant à passer de la France à l'Espagne pour échapper à l'oppression.
Un établissement thermal moderne a été créé à Vernet-les-Bains pendant et après les années 1960. Aujourd'hui, cet établissement accueille près de 3 000 curistes par an. De plus, le Casino a repris son activité et Vernet attire toujours de nouveaux habitants qui veulent profiter de la douceur de son climat et de la beauté de son paysage.
La Communauté de communes Canigou - Val Cady est dissoute le 1er janvier 2014 et intégrée à la Communauté de communes du Conflent à laquelle adhère donc Vernet-les-Bains.

## Politique et administration

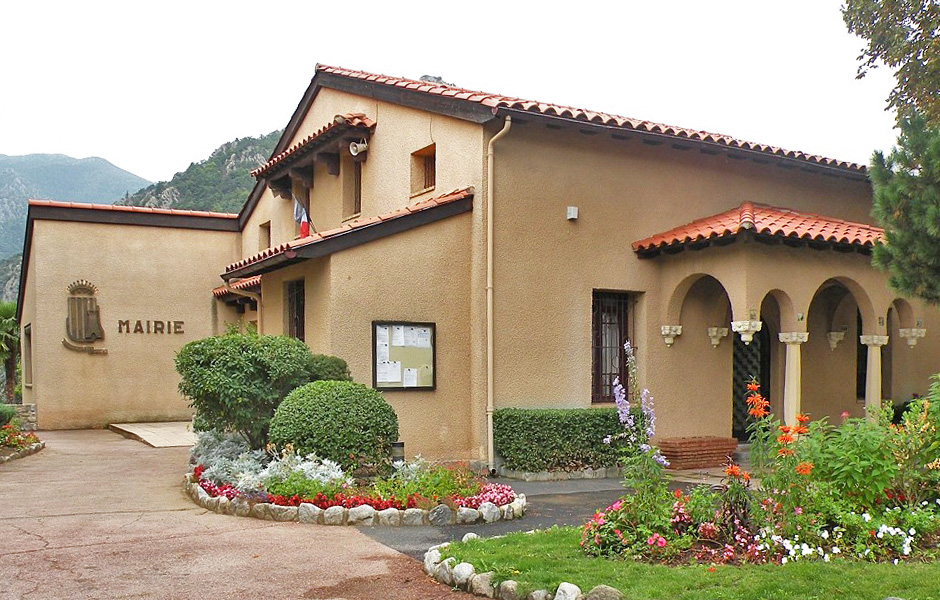
La mairie actuelle

### Tendances politiques et résultats
- ELECTION MUNICIPALE 2020[60]

Les enjeux du scrutin à Vernet-Les-Bains: Village département des Pyrénées-Orientales. Vernet-Les-Bains compte 1 447 habitants. Le 1er tour des élections est fixé au 15 mars 2020 et le 2d tour est quant à lui fixé au 28 juin 2020.
Résultats du 1er tour :
| Liste conduite par | Voix | % inscrits | % exprimés | Sièges au conseil municipal | Sièges au conseil communautaire |
| M. Henri GUITART   | 397  | 31,63      | 49,74      | 0                           | 0                               |
| M. Pierre SERRA    | 243  | 19,36      | 30,45      | 0                           | 0                               |
| M. Pierre BOUSIGUE | 158  | 12,58      | 19,79      | 0                           | 0                               |

Résultats du 2d tour :
| Liste conduite par | Voix | % inscrits | % exprimés | Sièges au conseil municipal | Sièges au conseil communautaire |
| M. Henri GUITART   | 494  | 39,61      | 56,58      | 12                          | 3                               |
| Mr Pierre SERRA    | 379  | 30,79      | 43,41      | 3                           | 1                               |

|                | Nombre | % Inscrits | % Votants |
| Inscrits       | 1247   |            |           |
| Abstentions    | 346    | 27,75      |           |
| Votants        | 901    | 72,25      |           |
| Blancs ou nuls | 28     | 2,24       | 3,11      |
| Exprimés       | 873    | 70,01      | 96,89     |

Résultats des élections:
|                       | Sièges à pouvoir | Sièges pourvus |
| Conseil municipal     | 15               | 15             |
| Conseil communautaire | 4                | 4              |

| Liste conduite par | Élu(es) au conseil municipal       | Élu(e) au conseil communautaire |
| M. Henri GUITART   | 1. M. Henri GUITART                | Oui                             |
| M. Henri GUITART   | 2. Mme Catherine PONTENX           | Oui                             |
| M. Henri GUITART   | 3. M. Raphaël VIGIER               | Oui                             |
| M. Henri GUITART   | 4. Mme Christine HIERREZUELO       |                                 |
| M. Henri GUITART   | 5. M. Georges CISZEK               |                                 |
| M. Henri GUITART   | 6. Mme Virginie BONNET             |                                 |
| M. Henri GUITART   | 7. M. Jean-Louis LASSUS            |                                 |
| M. Henri GUITART   | 8. Mme Annie RAK                   |                                 |
| M. Henri GUITART   | 9. M. Martin MESTRES               |                                 |
| M. Henri GUITART   | 10. Mme Michèle FALGUERES          |                                 |
| M. Henri GUITART   | 11. M. Philippe AZAIS              |                                 |
| M. Henri GUITART   | 12. Mme Linsday LATCHIMY           |                                 |
| M. Pierre SERRA    | 1. M. Pierre SERRA                 | Oui                             |
| M. Pierre SERRA    | 2. Mme Françoise GENDRE VANDEWALLE |                                 |
| M. Pierre SERRA    | 3. M. Jean-François GATTE          |                                 |

### Liste des maires
| Période      | Période       | Identité             | Étiquette | Qualité |
| ------------ | ------------- | -------------------- | --------- | ------- |
|              |               |                      |           |         |
| ..           | février 1874  | Paul Rouby           |           |         |
| février 1874 | octobre 1876  | Gaudérique Jordy     |           |         |
| octobre 1876 | octobre 1877  | Jean Pons            |           |         |
| octobre 1877 | décembre 1877 | Gaudérique Jordy     |           |         |
| janvier 1878 | janvier 1883  | Joseph Bigorre, fils |           |         |
| février 1883 | mai 1892      | Jean Jampy           |           |         |
| mai 1892     | 1908          | Joseph P. Capeille   |           |         |
| 1908         | 1931          | Joseph Mercader      |           |         |
| 1931         | 1935          | Emmanuel Respaut     |           |         |
| 1935         | 1939          | Jean-Robert Sanyas   |           |         |
| 1939         | 1941          | Jacques Morer        |           |         |
| 1941         | 1944          | Charles Armand       |           |         |
| 1944         | 1959          | Jacques Morer        |           |         |
| 1959         | 1965          | Claude Nogué         |           |         |
| 1965         | 1971          | Roger Jalibert       |           |         |
| 1971         | 1986          | Léopold Estienne     |           |         |
| 1986         | mars 2001     | Roger Bobé           |           |         |
| mars 2001    | mars 2008     | Christian Payrou     |           |         |
| mars 2008    | 2014          | Brigitte Jalibert    |           |         |
| 2014         | En cours      | Henri Guitart        | DVD RES   |         |

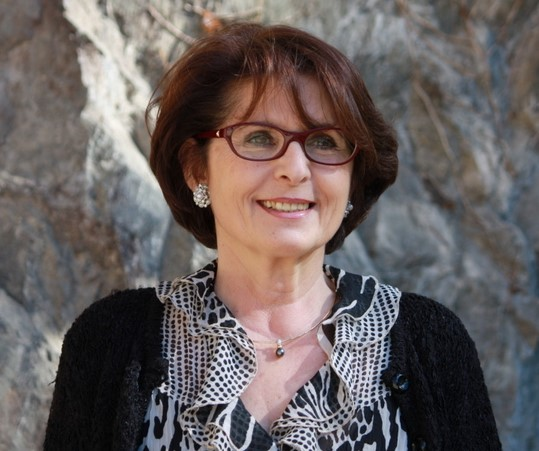
Brigitte Jalibert, mairesse de Vernet-les-Bains, 2008-2014.
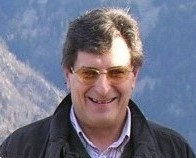
Henri Guitart, maire de Vernet-les-Bains, 2014 - .

### Politique environnementale
- Ville fleurie :  deux fleurs, attribuée par le Conseil National des Villes et Villages Fleuris de France[66] au Concours des villes et villages fleuris.

## Population et société

### Démographie ancienne
La population est exprimée en nombre de feux (f) ou d'habitants (H).
| 1358 | 1365 | 1378 | 1424 | 1470 | 1515 | 1553 | 1709 | 1720 |
| ---- | ---- | ---- | ---- | ---- | ---- | ---- | ---- | ---- |
| 78 f | 61 f | 20 f | 7 f  | 17 f | 13 f | 21 f | 66 f | 71 f |

| 1767    | 1774  | 1789  | - | - | - | - | - | - |
| ------- | ----- | ----- | - | - | - | - | - | - |
| 1 305 H | 138 f | 137 f | - | - | - | - | - | - |

Notes :
- 1358 : dont 4 f pour Saint-Vincent ;
- 1720 et 1774 : pour Vernet et Casteil.

### Démographie contemporaine
L'évolution du nombre d'habitants est connue à travers les recensements de la population effectués dans la commune depuis 1793. Pour les communes de moins de 10 000 habitants, une enquête de recensement portant sur toute la population est réalisée tous les cinq ans, les populations de référence des années intermédiaires étant quant à elles estimées par interpolation ou extrapolation. Pour la commune, le premier recensement exhaustif entrant dans le cadre du nouveau dispositif a été réalisé en 2004.

En 2022, la commune comptait 1 441 habitants, en évolution de +6,03 % par rapport à 2016 (Pyrénées-Orientales : +3,92 %, France hors Mayotte : +2,11 %).
| 1793 | 1800 | 1806 | 1821 | 1831 | 1836 | 1841 | 1846 | 1851 |
| ---- | ---- | ---- | ---- | ---- | ---- | ---- | ---- | ---- |
| 940  | 674  | 784  | 790  | 836  | 888  | 901  | 947  | 967  |

| 1856 | 1861 | 1866 | 1872 | 1876 | 1881  | 1886 | 1891  | 1896  |
| ---- | ---- | ---- | ---- | ---- | ----- | ---- | ----- | ----- |
| 992  | 876  | 835  | 862  | 920  | 1 082 | 911  | 1 104 | 1 112 |

| 1901  | 1906  | 1911  | 1921  | 1926  | 1931  | 1936  | 1946  | 1954  |
| ----- | ----- | ----- | ----- | ----- | ----- | ----- | ----- | ----- |
| 1 265 | 1 140 | 1 325 | 1 113 | 1 233 | 1 357 | 1 130 | 1 169 | 1 450 |

| 1962  | 1968  | 1975  | 1982  | 1990  | 1999  | 2004  | 2006  | 2009  |
| ----- | ----- | ----- | ----- | ----- | ----- | ----- | ----- | ----- |
| 1 293 | 1 229 | 1 310 | 1 325 | 1 489 | 1 440 | 1 483 | 1 488 | 1 432 |

| 2014  | 2019  | 2022  | - | - | - | - | - | - |
| ----- | ----- | ----- | - | - | - | - | - | - |
| 1 344 | 1 450 | 1 441 | - | - | - | - | - | - |

| selon la population municipale des années : | 1968 | 1975 | 1982 | 1990 | 1999 | 2006 | 2009 | 2013 |
| Rang de la commune dans le département      | 45   | 51   | 48   | 55   | 59   | 63   | 64   | 65   |
| Nombre de communes du département           | 232  | 217  | 220  | 225  | 226  | 226  | 226  | 226  |

### Enseignement
Vernet-les-Bains dispose d'une école maternelle publique (52 élèves en 2013) et d'une école élémentaire publique (78 élèves en 2013).

### Manifestations culturelles et festivités
- Début janvier: vœux du maire
- 1er week-end de mars: Calçotada
- Fin mars: Carnaval
- Mi avril: Sant Jordi
- Mai: Fête de la Nature (écoles préparent dessins, œuvres, spectacle en plein air, bois du belvédère (l’an dernier insectes, cette année soleil...)
- Mai: Programmation culturelle à l’église Anglicane[77] concerts classiques, chants, conférences
- Pont de l’ascension: Festival Pascale Fayet[78]
- Mi juin le samedi soir: Spectacle danse de Vernet Jeunes[79] à la salle polyvalente
- 21-22-23 juin: Fête de la Saint-Jean
- Mi juin et mi septembre: Journées du patrimoine
- Samedi Mi juillet: Loto-Rifle
- Mois de juillet: Concours balcons et jardins fleuris
- 13 juillet: Fête d’artifice  + bal (fête nationale française)
- Fin juillet: Grande fête du tarot
- Juillet-Aout: Animations estivales[80]
- Juillet-Août: Ciné rencontres[81] au casino[82]
- Juillet-Août: Soirée jeux en bois, apéritif
- 2e week-end d’août: Randonnée Canigou le samedi et dimanche course Canigou
- De mai à septembre: Visite du vieux village[83], de l’arboretum[84] et le musée d’histoire naturelle[85]
- 1er vendredi octobre: Course des 100 miles[86]
- 2e dimanche octobre: Fête de la châtaigne[87] au parc du casino[82]
- 23-24 novembre: Fête de Vernet (manèges, chocolat, repas samedi et rifle dimanche)
- 28 au 30 novembre: Fête patronale[88]
- 2e week-end de décembre: Téléthon
- Mois de décembre: Marché de Noël[89] fait par les enfants des écoles, spectacle des enfants la veille des vacances.

### Santé
La commune dispose de quatre médecins généralistes, de deux médecins spécialistes, de plusieurs kinésithérapeuthes et infirmiers et d'une pharmacie.

#### Thermes
L'actuel établissement thermal de Vernet-les-Bains est l'unique établissement de ce genre indépendant dans les Pyrénées-Orientales, n'étant pas rattaché à la Chaîne thermale du Soleil. L'ensemble de l'établissement comprend en plus des thermes, un hôtel et une résidence d'une capacité totale de seize chambres et de soixante-dix studios, un restaurant et un espace bien-être. Les eaux sulfurées sodiques de Vernet-les-Bains sont utilisées pour les traitements des voies respiratoires et les affections rhumatismales. L'établissement est ouvert chaque année de la fin mars à fin novembre et est fréquenté en 2016 par 3670 curistes[réf. nécessaire].

### Sports, loisirs et associations
Installations sportives :
- Stade Jacques Morer[94] avec installations de football (lignes et cibles) et de rugby (lignes, en-bût et poteaux).
- Mini terrain de basket de type "city" avec deux paniers.
- Espace aquatique[95]: Piscine couverte de 16 m × 8 m, Jacuzzi, Hammam, un petit bassin extérieur ludique de 12,5 m × 10 m et un bassin extérieur sportif de 25 m × 12,5 m, un pantagliss et une pataugeoire
- Salle polyvalente avec quatre terrains de badminton, un terrain de tennis homologué, un terrain de basket, un terrain de handball et une estrade qui peut être utilisée pour des représentations.
- Trois terrains de tennis en "green set" homologués dont un terrain neuf.
- Boulodrome[96]: deux terrains de jeu en surface mixte
- Centre équestre[97] avec plusieurs boxes couverts, un manège couvert et deux manèges extérieurs.
- Nombreux circuits randonnées, courses, VTT...

Clubs fédéraux :
- Badminton : L'Olympique Badminton Vernétois
- Tennis : Tennis Club Vernet-les-Bains
- Trail : Trail Vernet Aventure (TVA)

Associations sportives et loisirs :
- Football : Olympique Vernétois Football
- Natation : École De Natation (EDN), Canigou Subaquatique
- Plongée : Plongeurs associatifs Vernétois
- Gymnastique : Gym Val Cady
- Danse : Vernet jeunes
- Pétanque : Bouliste Vernetoise
- Yoga : Être et devenir
- Yoga : Yoga Rotja
- Horizon bien-être
- Pêche : AAPPMA
- Chasse : Association communale de chasse agréée
- Tarot : Tarot Club du Canigou
- Quad : Baroudeurs du Conflent
- Activités seniors : Club de l'amitié
- Activités jeunes : Club des jeunes

Associations culturelles :
- Couture et point de croix : Au fil du Cady
- Amicale laïque
- Anciens combattants : Souvenirs Français
- Littérature : Culture et bibliothèque pour tous
- Photographie : Destination Pyrénées
- Art et culture
- Peinture et Aquarelle : Aux mille et une couleurs
- Peinture, Aquarelle et Sculpture : l’Atelier
- Musique : Musique à Vernet
- Chorale : Chorale Alegria
- Théâtre, marionnettes : Compagnie imaginaire
- Aide enfants Amérique Latine : Chicos del sol
- Népal : Népal Ko Saathi
- Animations : Comité d’animation
- Géologie : Géologie fossiles et minéralogiques

Associations diverses :
- Don du sang : Amicale des donneurs des sang
- Téléthon : Vernéthon Téléthon
- Connaissances soins énergétiques
- Pompiers : Amicale des Sapeurs Pompiers
- Lutte contre la méthanisation : Association CENE
- École : Association des parents d'élèves
- Entretien des sentiers: Camivern
- Économie : Groupement économique inter-professionnel
- Nature : Jardinières et Jardiniers du Sud
- Nature : Village Arborétum
- Le droit des pères : L’amour parfait
- Ameublement : Loueur en meublés

## Économie

### Revenus
En 2018, la commune compte 813 ménages fiscaux, regroupant 1 482 personnes. La médiane du revenu disponible par unité de consommation est de 19 180 € (19 350 € dans le département).

### Emploi
|                | 2008   | 2013   | 2018   |
| -------------- | ------ | ------ | ------ |
| Commune        | 13,3 % | 16,5 % | 15,6 % |
| Département    | 10,3 % | 12,9 % | 13,3 % |
| France entière | 8,3 %  | 10 %   | 10 %   |

En 2018, la population âgée de 15 à 64 ans s'élève à 676 personnes, parmi lesquelles on compte 65,6 % d'actifs (49,9 % ayant un emploi et 15,6 % de chômeurs) et 34,4 % d'inactifs,. Depuis 2008, le taux de chômage communal (au sens du recensement) des 15-64 ans est supérieur à celui de la France et du département.
La commune fait partie de la couronne de l'aire d'attraction de Prades, du fait qu'au moins 15 % des actifs travaillent dans le pôle,. Elle compte 376 emplois en 2018, contre 344 en 2013 et 419 en 2008. Le nombre d'actifs ayant un emploi résidant dans la commune est de 349, soit un indicateur de concentration d'emploi de 107,6 % et un taux d'activité parmi les 15 ans ou plus de 36,7 %.
Sur ces 349 actifs de 15 ans ou plus ayant un emploi, 183 travaillent dans la commune, soit 52 % des habitants. Pour se rendre au travail, 66,1 % des habitants utilisent un véhicule personnel ou de fonction à quatre roues, 4,2 % les transports en commun, 17,4 % s'y rendent en deux-roues, à vélo ou à pied et 12,3 % n'ont pas besoin de transport (travail au domicile).

### Revenus de la population et fiscalité
En 2010, le revenu fiscal médian par ménage était de 21 072 €.

### Emploi
L'employeur privé no 1 de Vernet-les-Bains est l'établissement thermal. 12 CDI, mais surtout une cinquantaine de CDD saisonniers travaillent dans l'établissement. Les contrats varient de quelques semaines jusqu'à 8 mois. Les autres emplois privés sont relatifs aux services touristiques: restauration, épicerie, boutiques, boulangeries, coiffure.

Le premier employeur de la commune est public, car il s'agit de la mairie, avec plus de 50 employés.

### Entreprises et commerces
La commune de Vernet-les-Bains compte en 2018 une cinquantaine de commerces, entreprises et artisans locaux. En plus des commerces et services habituels (boulangerie, boucherie-charcuterie, tabac-presse, supermarché, décoration, prêt-à-porter, auto-école, magasin d'électroménager, antiquité et brocante), de nombreux autres corps de métier sont présents (électriciens, plombiers, menuisiers, chauffagistes, maçons, coiffeurs, banquiers, esthéticiennes, peintres, vitriers, paysagistes, chauffeurs de taxi, garagistes, traducteurs et interprètes, informaticiens).

## Culture locale et patrimoine

### Monuments et lieux touristiques

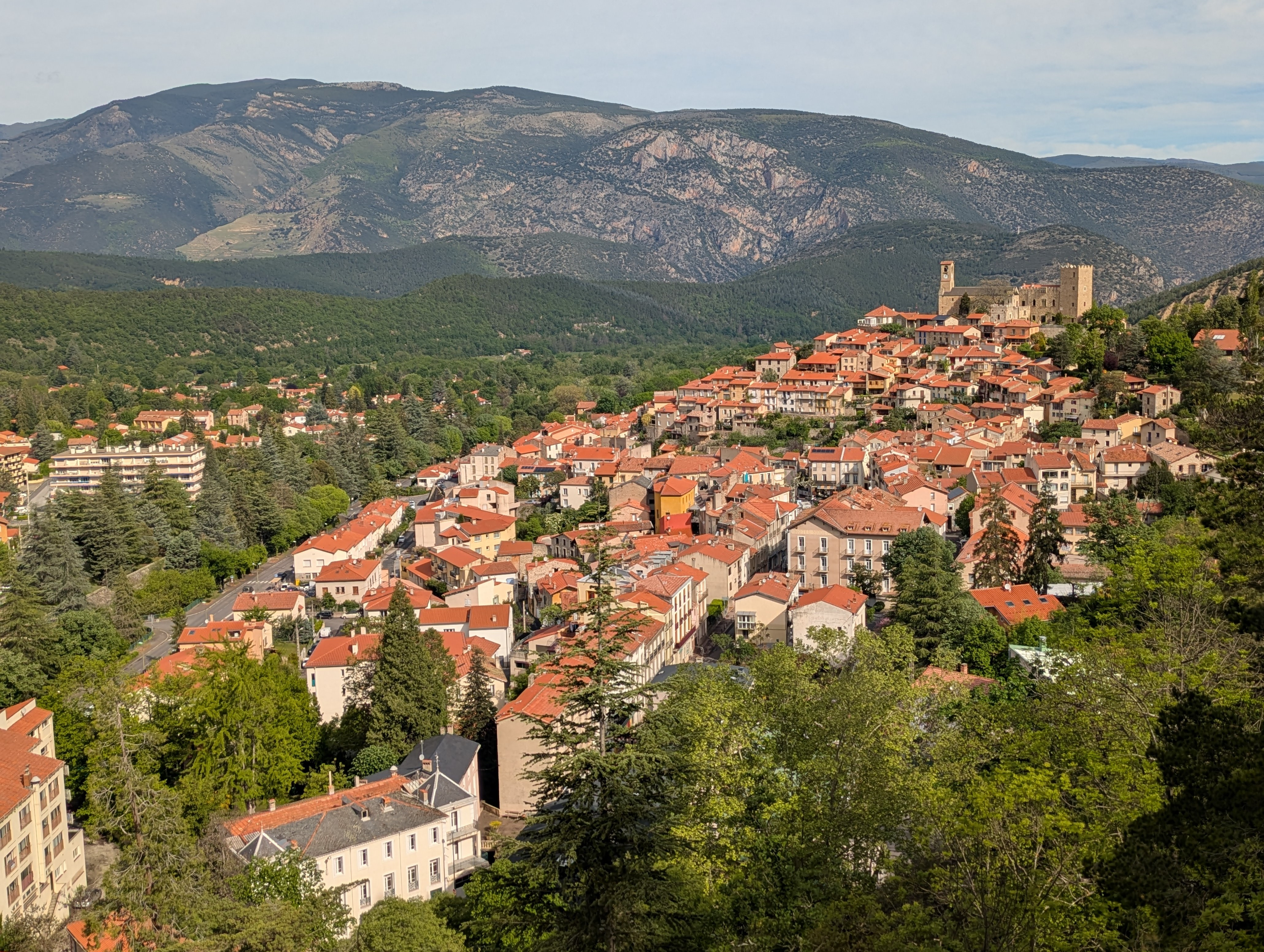
Vue vers le nord depuis le jardin d'Hiver sur le château, le vieux village et le centre de Vernet-les-Bains. Au fond : le mont Coronat.

- Le vieux village de Vernet-les-Bains se situe sur une colline au nord de l'agglomération actuelle, où il est dominé par l'ancien château, qui fut grandement remanié au XIXe siècle.
- L'église Saint-Marie du Puig, aujourd'hui église Saint-Saturnin, l'ancienne chapelle castrale, aujourd'hui église paroissiale, lui est accolée à l'ouest, est mentionnée en 1176[99], et est devenue église paroissiale en 1710, lorsque l'ancienne église Saint-Saturnin est rasée par une inondation[54].
- L'église Saint-Vincent de Campllong.
- Tout autour du château et de l'église se développe, sur les versants de l'éminence sur lequel les maisons sont établies à l'abri des futures manifestations intempestives de la rivière Cady, un réseau de ruelles. Certaines maisons présentent de belles façades restaurées.

Du château médiéval subsiste seule une tour rectangulaire à l'est, le reste de la construction datant des XIXe et XXe siècles.
- L'église anglicane Saint-George : en 1910, une souscription est lancée pour la construction d’une église anglicane sur un terrain cédé par le comte Henry de Burnay, propriétaire de l’établissement thermal. Parmi les donateurs, de grands hommes d’État Britanniques, tel Lord Edward Grey ministre des affaires étrangères, Lord Roberts, Field Marshal dans la guerre contre les Boers en Afrique du Sud, et l'écrivain Rudyard Kipling. L’édifice, à la croisée des styles anglo-normand (charpente apparente) et néo-médiéval (baies géminées, crénelage du beffroi) reflète la particularité de la commande, sur le plan du type de culte recherchant le dépouillement des décors, ainsi que sur le plan des tendances architecturales appréciées dans la haute société au tournant du siècle. En 1911, Lord Roberts a inauguré l’église Saint-Georges, en apposant une plaque en marbre rose visible près de la porte. Depuis avril 2019, l'église est doté d'un carillon de 10 cloches qui sont sonnées à la mode anglaise ("change ringing"), cas unique en France.

Dans la continuité, en 1912 est entreprise la construction d’un monument unique en France dédié à la gloire de l'Entente cordiale franco-britannique, accord de paix entre les deux pays. Dressé devant la mairie, ce monument fut le théâtre de la célébration du centenaire de l’Entente en 2004, en présence de Denis MacShane ministre des Affaires européennes du Royaume-Uni.

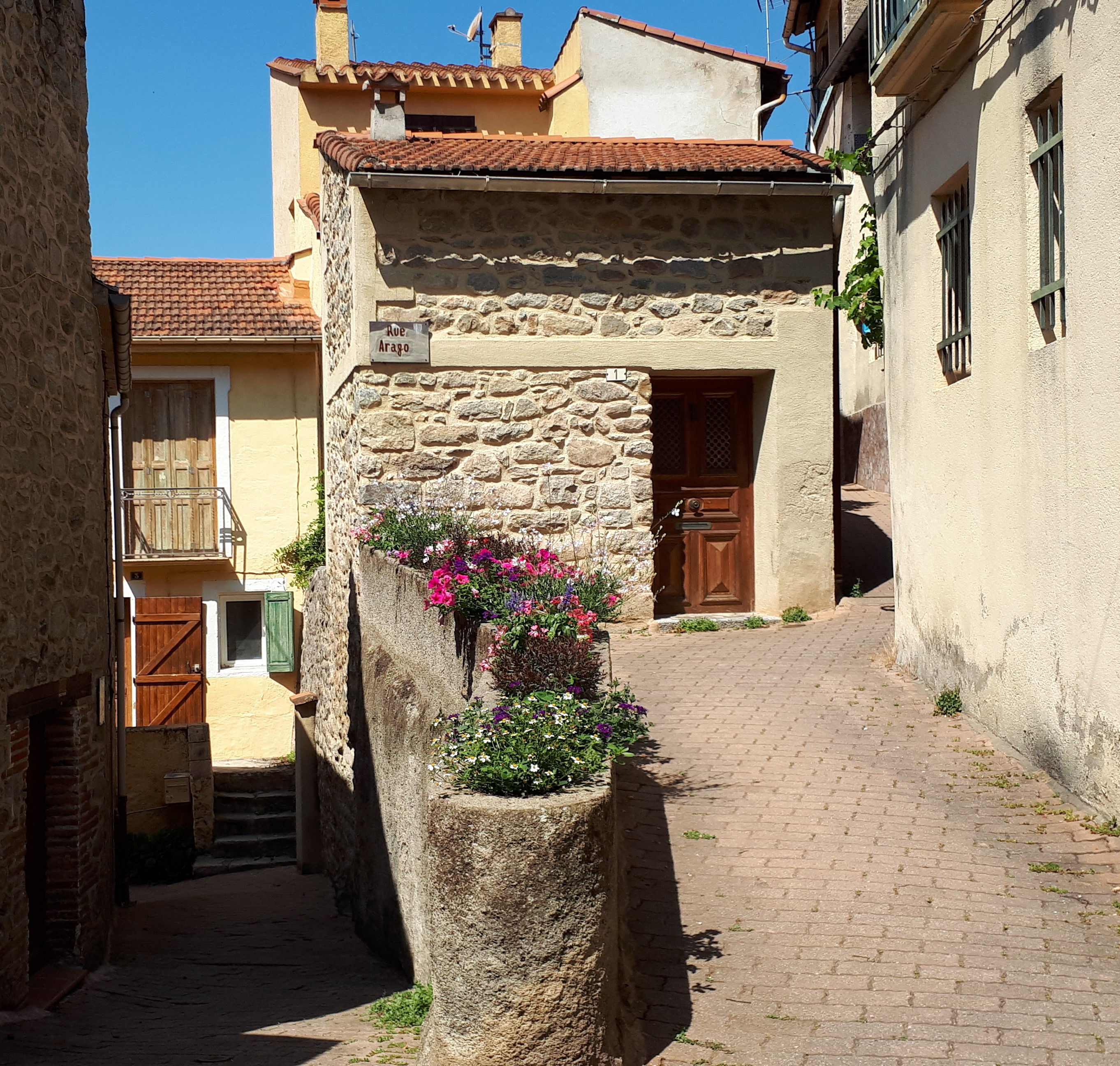
Ruelle dans le vieux village[101].
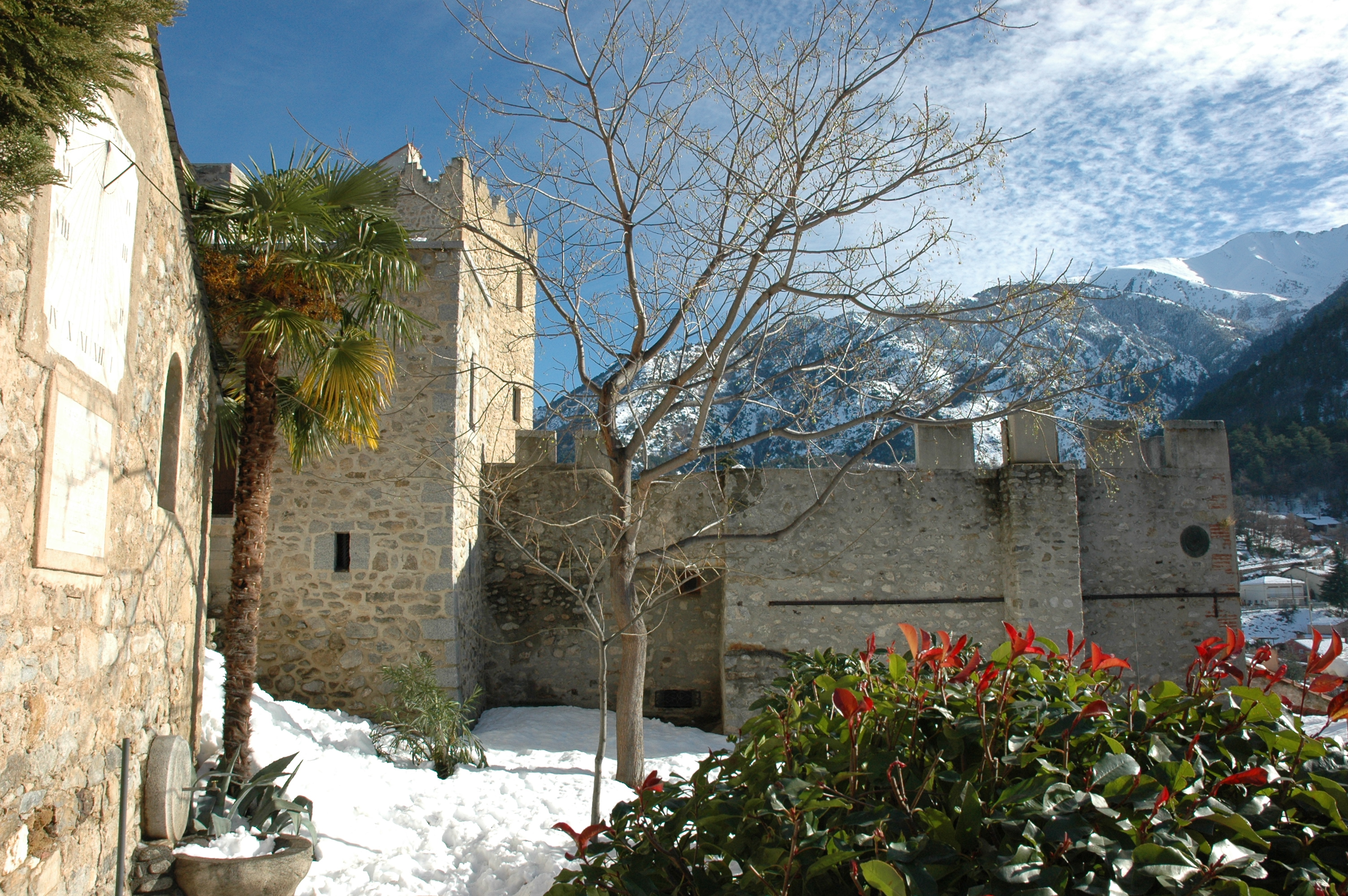
Le château.
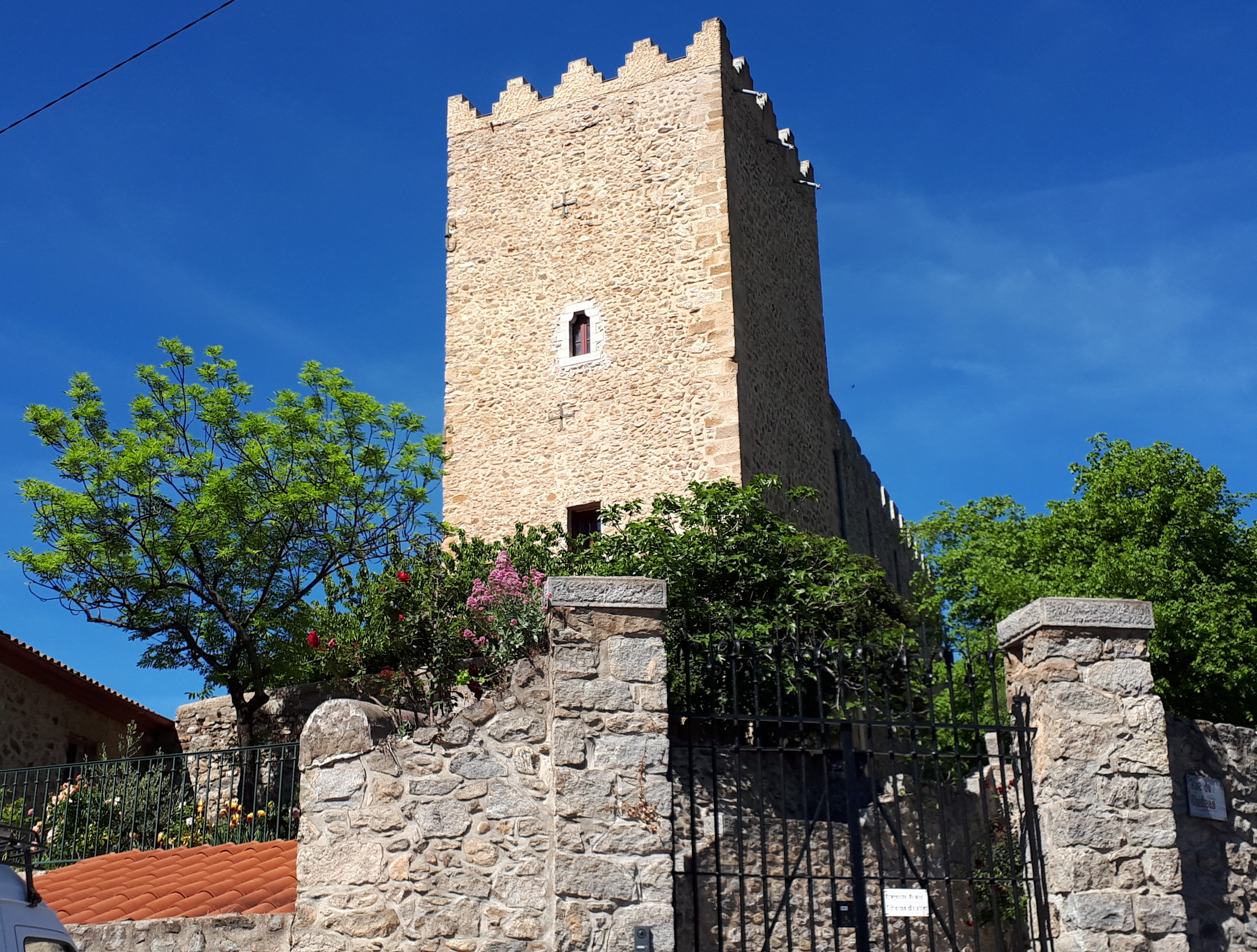
La tour du château, face est.
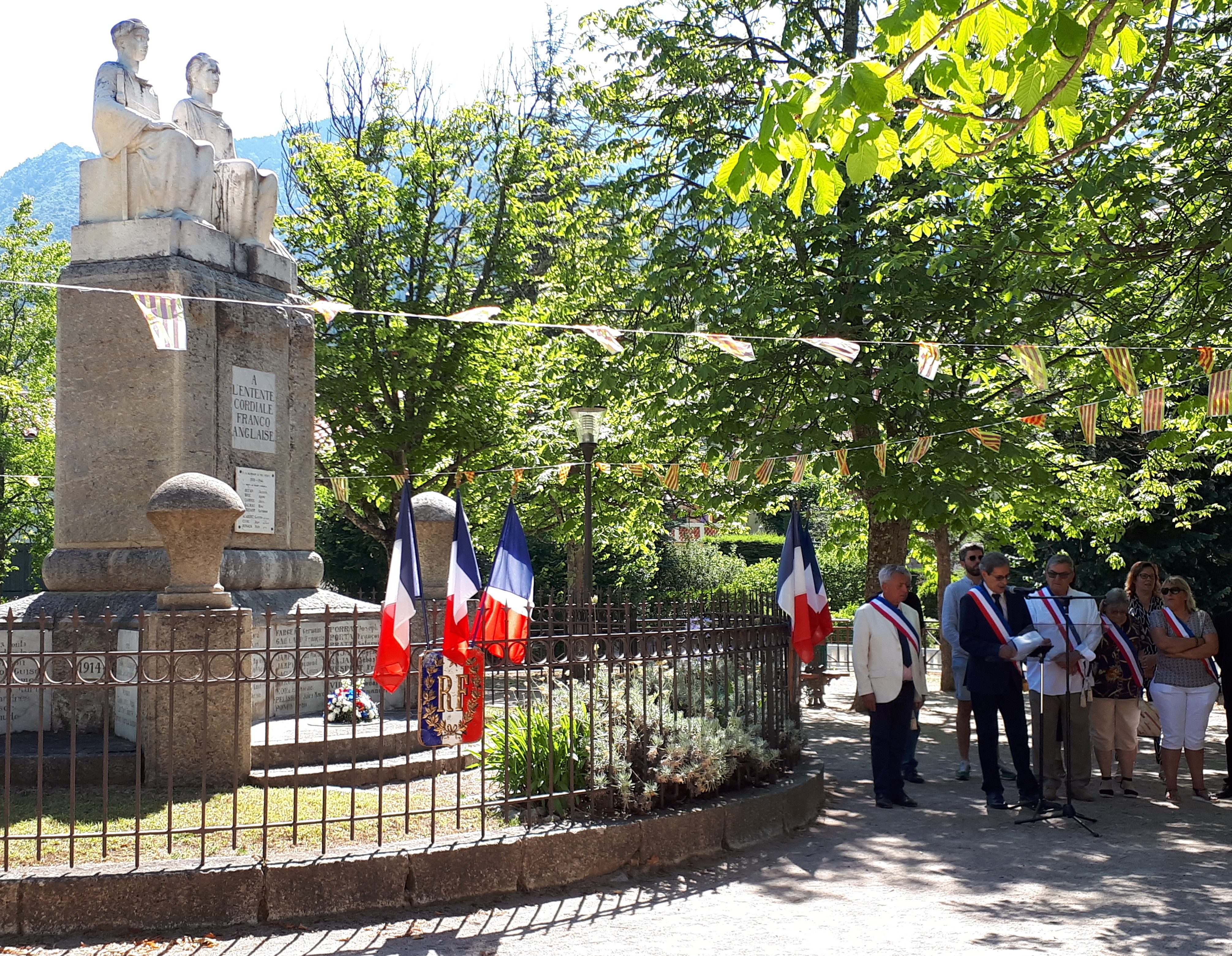
Monument à l'Entente Cordiale, le 14 juillet 2023.

### Anciennes mines de fer
Le minerai de fer est exploité au Vernet depuis au moins l'époque médiévale, mais l'industrie minière a connu son apogée à la fin du XIXe siècle et au début du XXe siècle. (Voir aussi : Géologie et relief.)
Des mines situées sur les pentes du Pic de la Pena, au-dessus de Vernet, étaient reliées par une "toile d'araignée de cables aériens, plans inclinés et chemin de fer miniers". Ce réseau était conçu pour transporter le minerai de fer jusqu'aux fourneaux dans la vallée de la Têt (en passant par des fours à griller à Vernet et une usine de grillage à Corneilla-de-Conflent).
Les activités minières se sont arrêtées complètement dans les années 50.

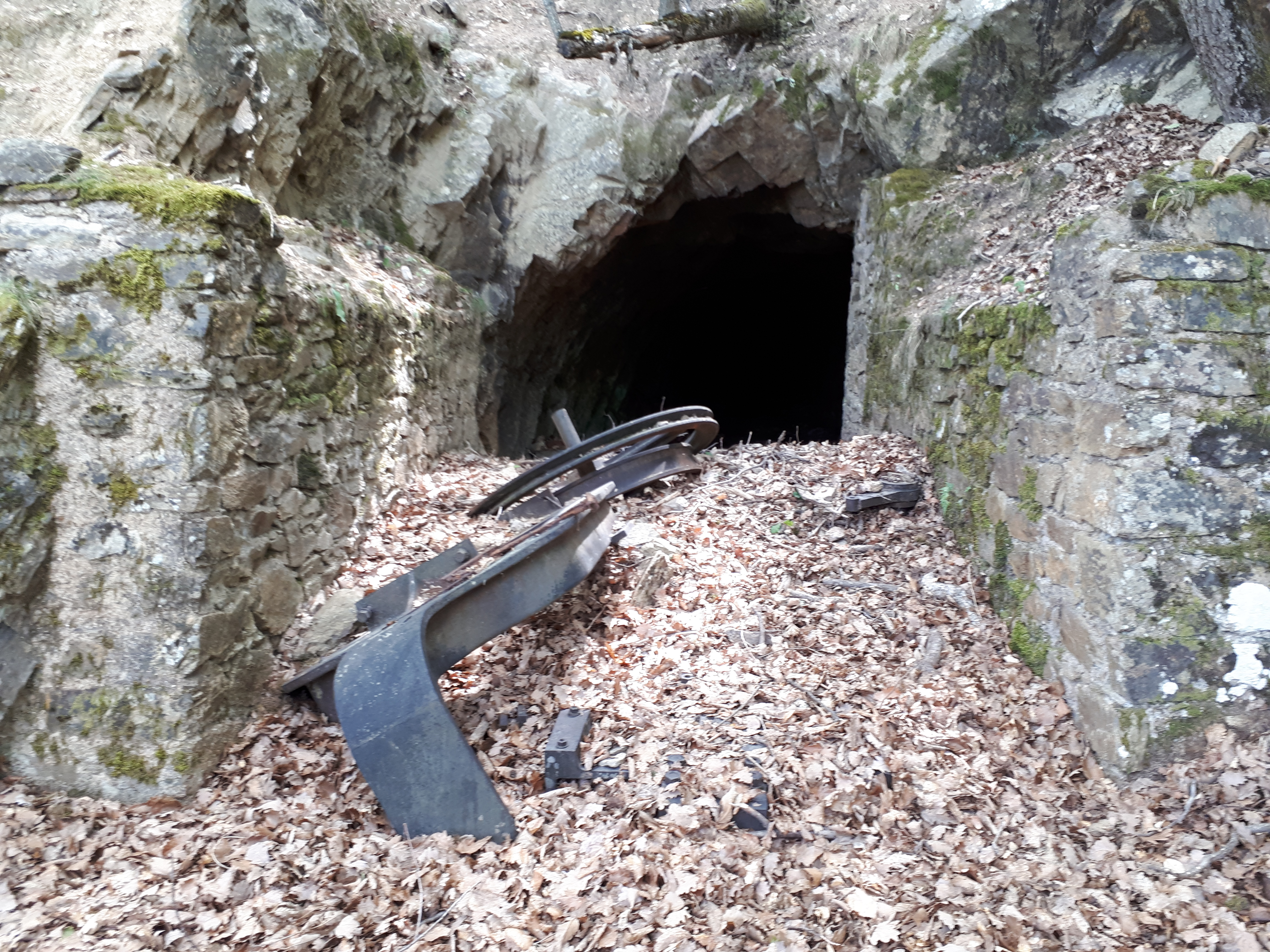
Ancien mine de fer, sous le Pic de la Pena.
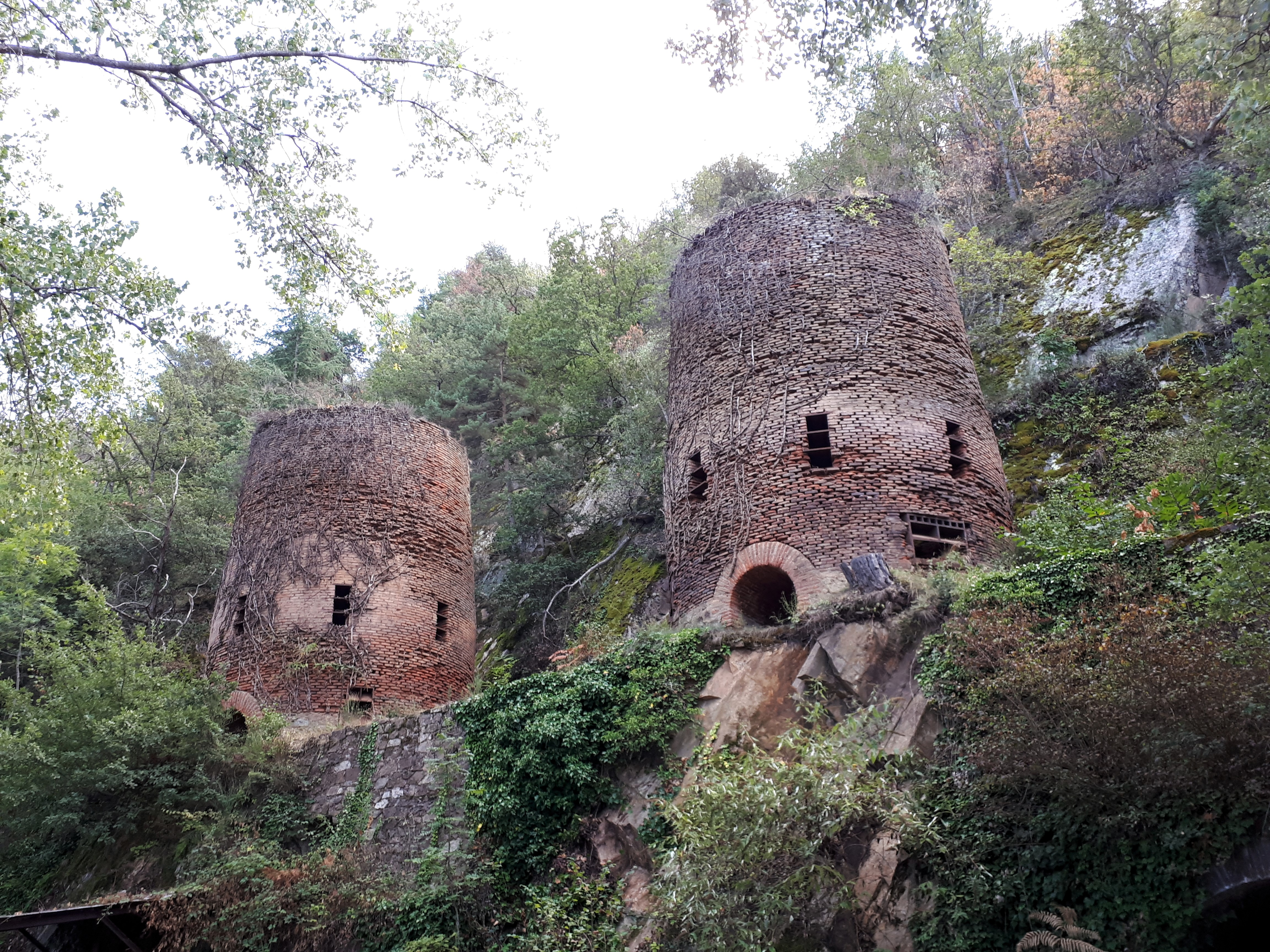
Anciens fours à griller.
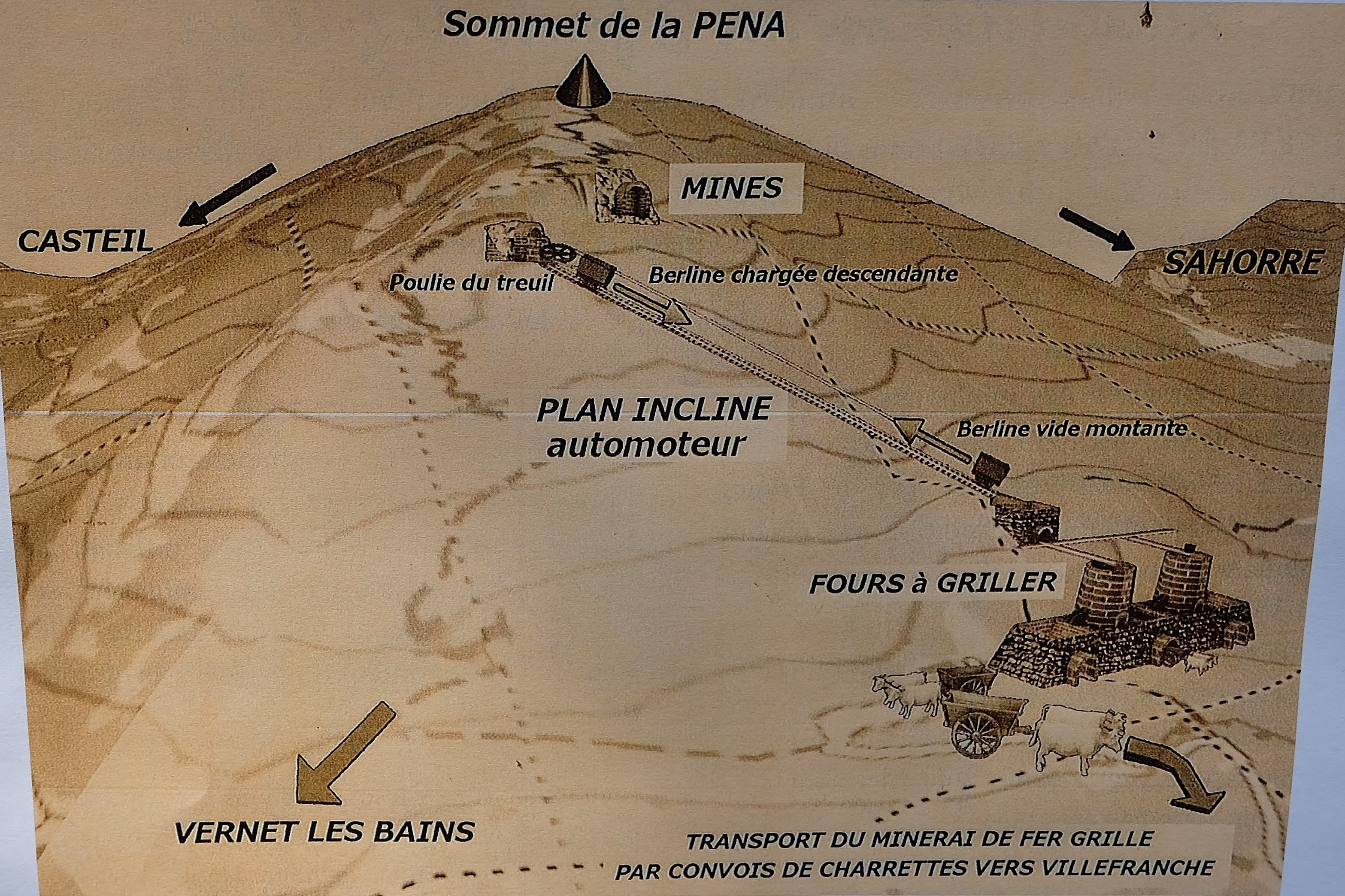
Ancien plan incliné automoteur. (Le minerai de fer a ensuite été transporté dans la vallée sur une ligne de chemin de fer spécialement construite à cet effet.)

### Patrimoine environnemental

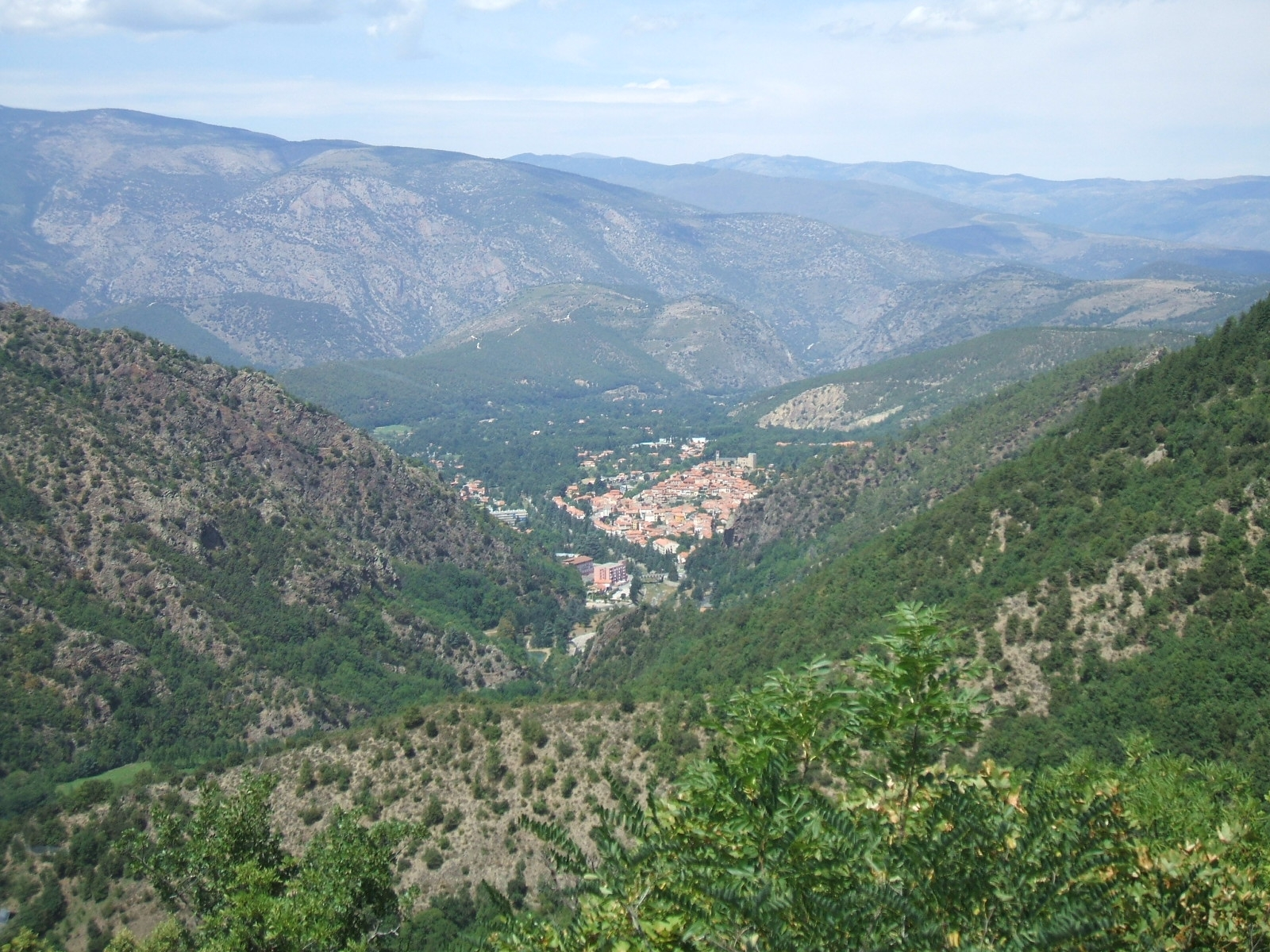
Vue du sud depuis la route montant à l'abbaye Saint-Martin

Le village est le point de départ de nombreux  itinéraires de randonnée pédestre en montagne, de difficultés variées, dont la célèbre Course du Canigou se tenant chaque été.
Le village se prête particulièrement bien à la pratique du VTT. Douze circuits, répartis en quatre niveaux de difficulté, commencent depuis Vernet-les-Bains. Le plus petit fait 2,5 km, le plus long 40,5 km.
Vernet-les-Bains est le 1er village arboretum de France : plus de 2000 arbres de 320 espèces différentes sont répertoriés.

### Personnalités liées à la commune
- Charles Émile Bitte, peintre français né à Paris en 1866, mort à Vernet en 1895.
- Cali (1968-) : chanteur ayant passé son enfance dans la commune.
- Pascal Comelade (1955-) : musicien ayant vécu à Vernet-les-Bains dans les années 1990[107].
- Dominique de Keuchel (1956-2004) : acteur mort à Vernet-les-Bains.
- Rudyard Kipling (1865-1936), écrivain britannique, séjourne à plusieurs reprises à Vernet-les-Bains entre 1910 et 1926. Le village, les Pyrénées environnantes et la culture locale lui inspirent plusieurs textes, dont le conte Pourquoi la neige tombe à Vernet (1911)[108]. Rudyard Kipling se compte « au nombre des loyaux sujets du Canigou » (« among the number of the loyal subjects of Canigou »)[109].
- André Malraux (1901-1976) : écrivain et homme politique, demeura à l'hôtel Alexandra route de Casteil en 1937.
- Ibrahim Pacha (1789-1848) : général et homme d'état égyptien, séjourne à Vernet-les-Bains en 1846[110].

### Héraldique
| Blason de Vernet-les-Bains | Blason  | D'or à quatre pals de gueules, à une tour d'argent maçonnée de sable, ouverte du champ, brochant sur le tout. |
| Blason de Vernet-les-Bains | Détails | Le statut officiel du blason reste à déterminer.                                                              |

### Culture populaire

#### Cinéma
Film tourné en partie à Vernet-les-Bains :
- 1959 : Le Bossu.

#### Littérature
- Anthony Trollope, La Mère Bauche (ou La Mere Bauche), première nouvelle du recueil Tales of All Countries—1st Series, (1861)[111].
- Rudyard Kipling, Pourquoi la neige tombe à Vernet, 1911. Conte écrit à Vernet-les-Bains[112],[113].

#### Musique
- 2012 : Vernet-les-Bains : cinquième album de Cali en référence au village de son enfance.